# Guillermo I de Inglaterra
Guillermo I de Inglaterra (Falaise, Normandía, c. 1028-Ruan, 9 de septiembre de 1087), más conocido como Guillermo el Conquistador (Latín medieval: Willelmus Conquestor Rex) y Guillermo el Bastardo (Latín medieval: Willelmus Nothus) fue el primer rey de Inglaterra de origen normando (Latín medieval: Angliae Dux Normannorum), con un reinado que se extendió desde 1066 hasta su muerte en 1087. Descendiente de vikingos, desde 1035 fue duque de Normandía con el nombre de Guillermo II. Tras una larga lucha por afianzar su poder, hacia 1060 su dominio sobre Normandía estaba consolidado y por ello comenzó a planear la conquista de Inglaterra, que inició en 1066. El resto de su vida estuvo marcado por incesantes luchas por el mantenimiento de sus posesiones, tanto en Inglaterra como en el norte de Francia, y por las dificultades y desencuentros con su hijo primogénito, Roberto Courteheuse.
Guillermo era hijo del soltero Roberto I, duque de Normandía, y de su concubina Arlette de Falaise. Su condición de hijo ilegítimo y su juventud le causaron numerosas dificultades cuando sucedió a su padre, así como la anarquía que se extendió por sus dominios en los primeros años de su ducado. Durante su infancia y adolescencia los nobles normandos lucharon entre sí tanto para controlar al joven duque como para beneficio propio. En 1047 Guillermo sofocó una rebelión y comenzó a afianzar su poder sobre el ducado, un proceso que no culminó hasta 1060. En la década de 1050 contrajo matrimonio con Matilde de Flandes, con lo que consiguió un poderoso aliado en el vecino condado de Flandes. En esa misma época Guillermo situó a varios de sus partidarios como obispos y abades de la iglesia normanda. La consolidación del poder le permitió expandir sus horizontes y en 1062 se aseguró la provincia vecina de Maine.
Desde la década de 1050 Guillermo era pretendiente al trono de Inglaterra, entonces en manos de su primo Eduardo el Confesor, que no tenía descendencia. Sin embargo, no era el único que codiciaba la Corona inglesa, pues tenía un poderoso rival, el conde anglosajón Haroldo Godwinson, el cual fue nombrado su sucesor por el propio rey Eduardo en su lecho de muerte en enero de 1066. Guillermo argumentó que el rey de Inglaterra le había prometido en el pasado que el trono sería suyo y que el propio Haroldo había jurado apoyarlo. Por ello, el duque normando puso en marcha la intervención militar y preparó una gran flota y un poderoso ejército que desembarcó en el sur de Inglaterra en septiembre de 1066 y derrotó a las fuerzas de Haroldo en la batalla de Hastings el 14 de octubre. Guillermo fue coronado rey de Inglaterra en Londres el día de Navidad de 1066. Tras llevar a cabo las gestiones necesarias, regresó a Normandía en 1067. No obstante, durante los años subsiguientes, surgieron numerosos levantamientos por parte de la oposición local y la resistencia anglosajona contra los invasores normandos. Estos alzamientos no fueron completamente sofocados hasta 1075.
Los últimos años de la vida de Guillermo estuvieron protagonizados por las dificultades en sus dominios del norte de Francia, por problemas con su hijo mayor y por diversas amenazas de invasión de Inglaterra por parte de los danos de Escandinavia. En 1086 Guillermo ordenó la creación del libro Domesday, un exhaustivo registro de la propiedad de todas las tierras de Inglaterra y sus formas de explotación. El rey Guillermo murió en 1087 mientras estaba en una campaña contra sus enemigos en el norte de Francia y fue enterrado en Caen. Su reinado de Inglaterra estuvo marcado por la construcción de un gran número de castillos y fortalezas para afianzar su control, el asentamiento de la nueva nobleza normanda en la isla y el cambio total en la composición del clero inglés. No intentó integrar todas sus posesiones en un solo imperio, sino que prefirió administrarlas por separado. A su muerte los dominios fueron divididos: su hijo mayor Roberto se quedó con Normandía y su segundo hijo, Guillermo, con Inglaterra.

## Contexto histórico
Los vikingos comenzaron a atacar las costas de lo que más tarde sería Normandía en el siglo VIII. Su asentamiento definitivo no se produjo hasta inicios del siglo X, cuando Rollón, un caudillo vikingo, llegó a un acuerdo con el rey de Francia Carlos el Simple tras la conquista del condado de Ruan por los guerreros escandinavos. Las tierras alrededor de Ruan fueron el núcleo del posterior ducado de Normandía. Estos territorios del norte de Francia fueron usados por los escandinavos para atacar Inglaterra a fines del siglo X, lo que empeoró las relaciones entre ambas regiones. En un intento por acercar posturas entre Inglaterra y Normandía, el rey inglés Etelredo II el Indeciso se casó con Emma de Normandía, hermana del duque Ricardo II de Normandía.
Sin embargo, los ataques de los vikingos a la isla británica no cesaron y Etelredo buscó refugio en Normandía en 1013 después de que el rey Svend I de Dinamarca lo expulsara de su reino. La muerte de este rey al año siguiente permitió el regreso de la familia real inglesa, pero el hijo del monarca danés, Canuto, se opuso a ello. Etelredo murió en 1016 y Canuto se convirtió en rey de Inglaterra, por lo que los hijos de los antiguos monarcas ingleses, Eduardo y Alfredo, tuvieron que permanecer en el exilio en Normandía, mientras que su madre se convirtió en la segunda esposa de Canuto.
Tras la muerte de Canuto en 1035 le sucedió su hijo Haroldo I Pie de Liebre, fruto de su primer matrimonio, mientras que Canuto Hardeknut, hijo de Emma, llegó a ser rey de Dinamarca. La inestabilidad en Inglaterra obligó a Alfredo a trasladarse a la isla en 1036 para visitar a su madre y desafiar al rey Haroldo, pero solo consiguió acabar muerto en un asunto no aclarado en el que al parecer estuvo implicado el rey. Tras esto, Emma se exilió en Flandes y Hardeknut se convirtió en rey a la muerte de su hermano Haroldo en 1040. Su medio hermano Eduardo le sucedió como rey de Inglaterra tras su muerte en junio de 1042.

## Primeros años

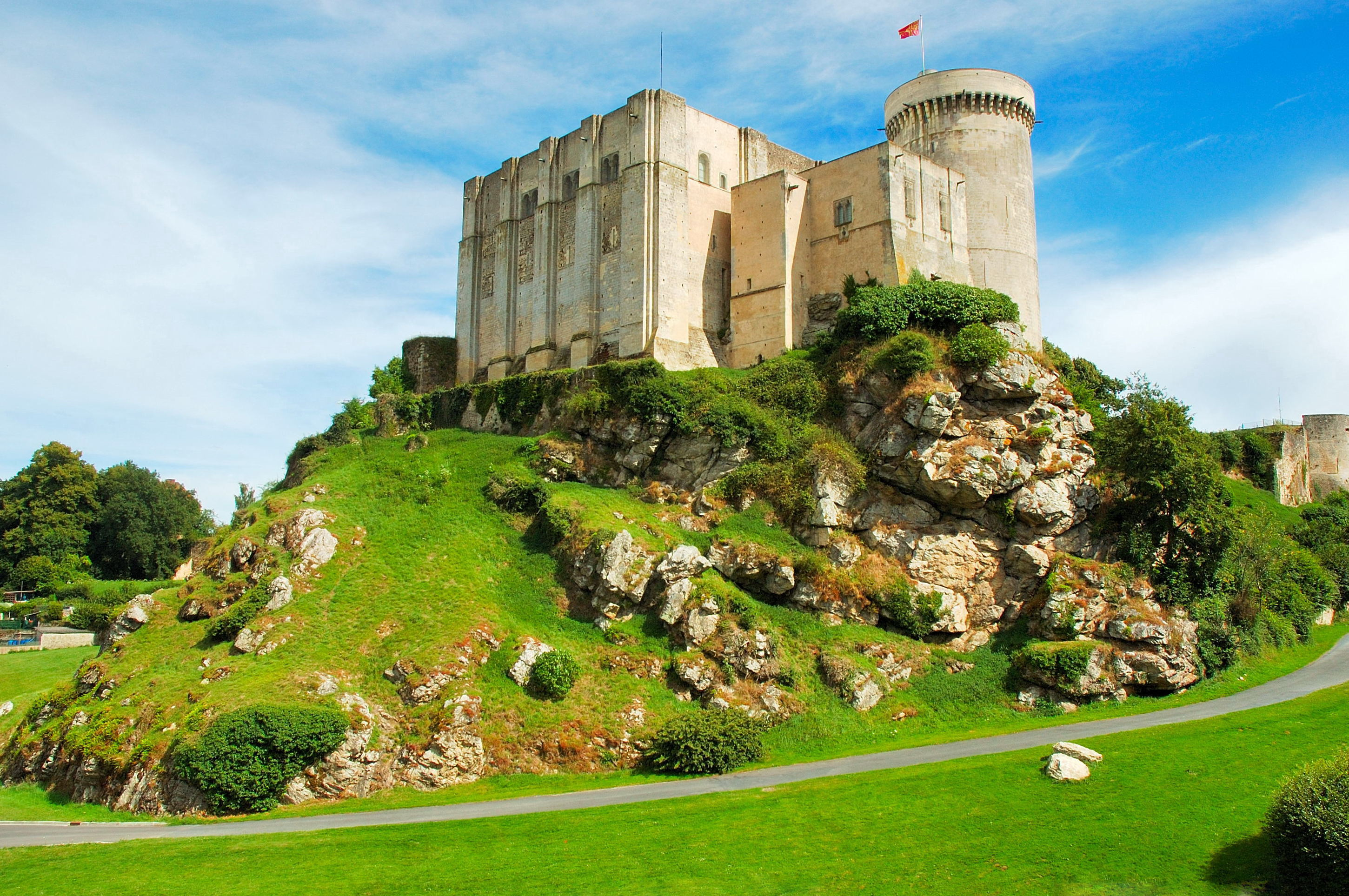
El castillo de Falaise, lugar de nacimiento de Guillermo.

Guillermo nació hacia los años 1027 o 1028 en el castillo de Falaise, Normandía, más probablemente a finales de 1028. Fue el único hijo de Roberto I, duque de Normandía, que a su vez era hijo del duque Ricardo II. Su madre, Arlette, era hija de Fulberto de Falaise, que era curtidor o embalsamador. Ella probablemente pertenecía al servicio doméstico de la casa ducal, pero nunca contrajo matrimonio con el duque, sino que lo hizo más tarde con Herluin de Conteville, con el que tuvo dos hijos —Odón, obispo de Bayeux y Roberto, conde de Mortain— y una hija cuyo nombre no ha trascendido. Uno de los hermanos de Arlette, Gualterio, fue partidario y protector de Guillermo durante su minoría de edad. El duque Roberto I tuvo también una hija, Adelaida, con Arlette u otra concubina.
El padre de Guillermo, Roberto, se convirtió en duque de Normandía el 6 de agosto de 1027 al suceder a su hermano mayor, Ricardo III, que era duque desde el año anterior. Ambos hermanos habían tenido disputas por la sucesión y la muerte de Ricardo fue muy repentina, por lo que algunos historiadores han acusado a Roberto de acabar con su vida, una afirmación plausible pero ahora imposible de demostrar. La situación del ducado era inestable, algunas familias se enriquecieron a expensas de la Iglesia en connivencia con el propio duque y Alano III de Bretaña declaró la guerra a los normandos. Hacia 1031 Roberto ya se había ganado el apoyo de la aristocracia, algunos de cuyos miembros serían importantes en el futuro de Guillermo: su tío abuelo Roberto el Danés, arzobispo de Ruan, Osbern, sobrino de Gunnora de Crepon -segunda esposa del duque Ricardo I- y el conde Gilberto de Brionne, nieto de Ricardo I. El duque Roberto I apoyó a los príncipes ingleses Alfredo y Eduardo, que estaban exiliados en el norte de Francia.
Hay indicios de que Roberto pudo estar prometido brevemente con la hija del rey Canuto de Inglaterra, pero no llegaron al altar. No está claro si Guillermo hubiera sido suplantado como heredero en el caso de que su padre hubiera tenido un hijo legítimo, pues algunos duques anteriores también habían sido hijos ilegítimos y la implicación plena de Guillermo en los asuntos de gobierno parecen indicar que era el heredero predilecto del duque. En 1034, Roberto I decidió emprender una peregrinación a Jerusalén. Algunos de sus allegados intentaron convencerlo de que no hiciera un viaje tan largo, pero el duque partió en enero de 1035, no sin antes haber conseguido que los hombres fuertes del ducado de Normandía juraran lealtad a Guillermo como su heredero. El duque Roberto murió a principios de julio de 1035 en Nicea, ciudad del Imperio bizantino, durante el viaje de regreso de Tierra Santa.

## Duque de Normandía

### Desafíos
Guillermo hubo de encarar numerosas dificultades tras la muerte de su padre, tanto por su corta edad —como mucho contaba diez años— como por su origen ilegítimo. Contó con el apoyo del arzobispo Roberto, así como del rey Enrique I de Francia, lo que le permitió conservar el ducado de Normandía. La ayuda prestada a los príncipes ingleses exiliados en su intento por regresar a la isla en 1036 demostró que los hombres encargados de gobernar el ducado pretendían continuar con las políticas del fallecido Roberto I. Sin embargo, la muerte del arzobispo Roberto en 1037 privó a Guillermo de uno de sus principales sostenes y Normandía pronto cayó en el caos.
La anarquía en los dominios del joven Guillermo II duró hasta 1047 y poseer la persona del duque fue una de las prioridades de todos los que lucharon por el poder. En principio, Alano de Bretaña recibió la custodia del duque, pero tras su muerte en 1039 o 1040, ocupó su lugar Gilberto de Brionne. Tanto este como su sucesor en el puesto de tutor y regente, Turchetil, fueron asesinados a los pocos meses. Otro de sus tutores, Osbern, fue asesinado en la habitación de Guillermo a comienzos de la década de 1040, mientras el joven dormía. En otras ocasiones, su tío Gualterio debía ocultarlo en casas de campesinos, aunque este episodio parece ser una licencia del cronista Orderico Vital, a propósito de embellecer su crónica. La historiadora Eleanor Searle cree que Guillermo creció junto a tres primos que serían más tarde importantes seguidores suyos: Guillermo FitzOsbern, Roger de Beaumont y Roger de Montgomery. Aunque muchos de los nobles normandos se enzarzaron en numerosas disputas particulares durante la minoría de edad de Guillermo, los vizcondes siguieron reconociendo el gobierno ducal y la jerarquía de la Iglesia también apoyaba al duque. El rey francés Enrique I tampoco le retiró su apoyo.

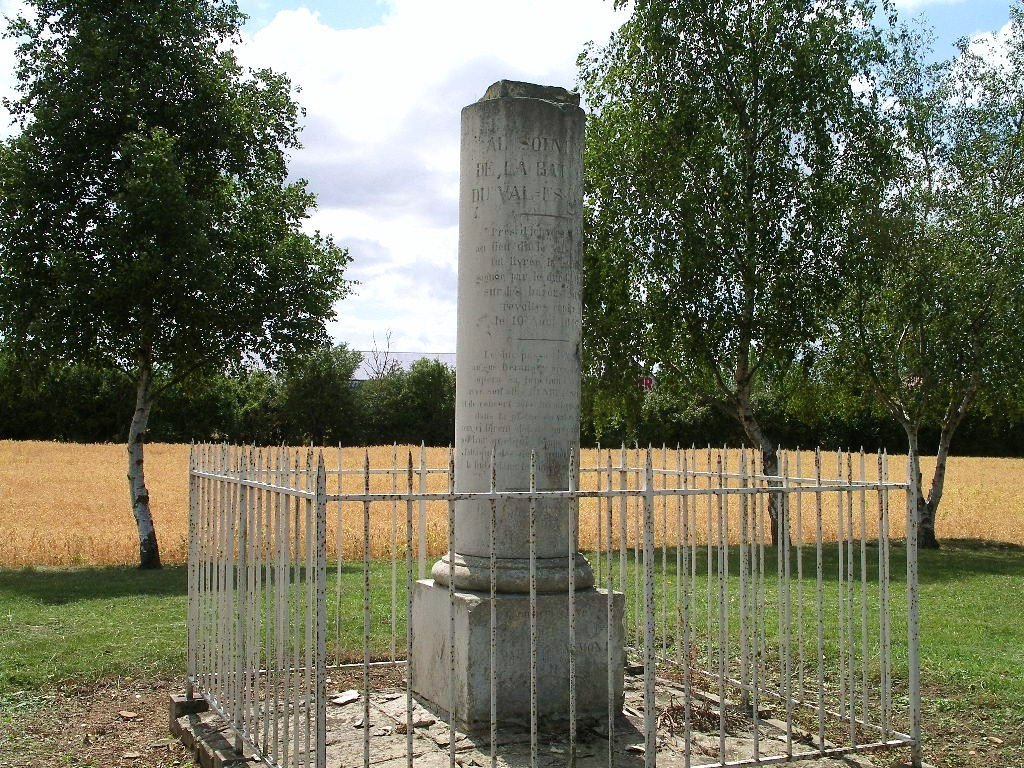
Columna conmemorativa en el lugar en que se libró la batalla de Val-ès-Dunes en 1047.

A fines de 1046 varios opositores a Guillermo II pusieron en marcha una rebelión en la Baja Normandía, rebelión liderada por su primo hermano Guido de Borgoña, conde de Brionne, y apoyada por Nigel, vizconde de Cotentin, y Ranulfo, vizconde de Bessin. Según los relatos, que contienen muchos elementos legendarios, estos intentaron capturar a Guillermo en Valognes, pero el duque consiguió escapar en la oscuridad y encontró refugio en el rey Enrique. A comienzos de 1047, Guillermo y Enrique regresaron a Normandía y derrotaron a los señores normandos en la batalla de Val-ès-Dunes, librada cerca de Caen. Guillermo de Poitiers afirma que la actuación del duque fue decisiva para la victoria, pero otros relatos más recientes subrayan todo lo contrario, que fueron los hombres del rey francés los que decidieron la suerte de la lucha. Guillermo asumió el poder en el ducado de Normandía y muy poco después declaró la tregua de Dios en todos sus dominios, para intentar acabar con la ola de violencia. Aunque la batalla de Val-ès-Dunes marcó un punto de inflexión en el control de Guillermo sobre su ducado, no fue el final de su enfrentamiento para imponerse a parte de la nobleza normanda, pues entre 1047 y 1054 se produjeron más conflictos armados y hasta 1060 se sucedieron varias crisis de menor importancia.

### Consolidación de su poder

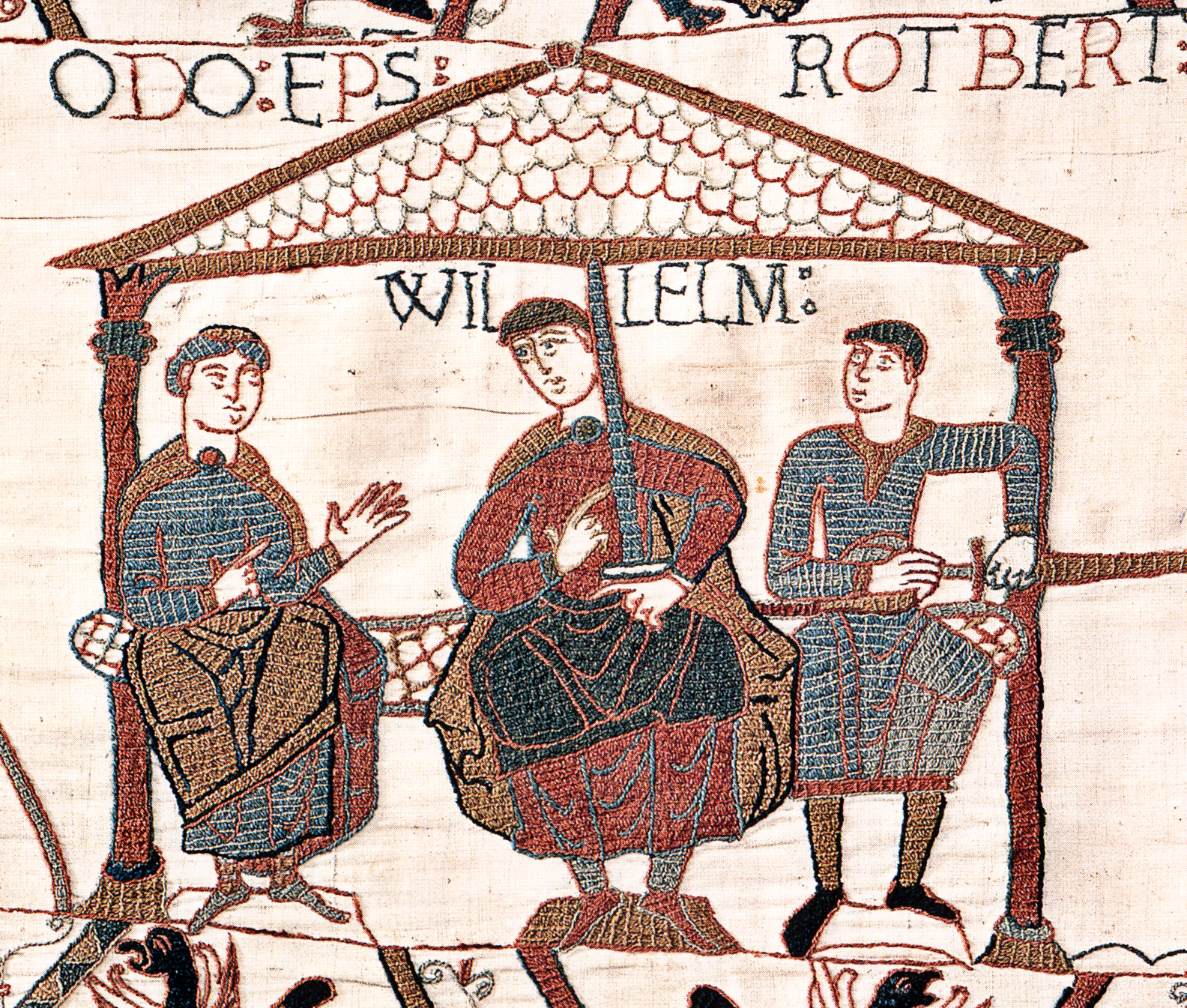
Escena del Tapiz de Bayeux que muestra a Guillermo y a sus medio hermanos. Guillermo se sienta en el centro, Odón a la izquierda con las manos levantadas y Roberto a la derecha portando una espada.

El siguiente problema que se presentó a Guillermo II fue capturar a Guido de Borgoña, que se retiró a su castillo y allí fue sitiado por las fuerzas del duque. Tras un largo asedio, Guido fue desterrado por Guillermo en 1050. Para hacer frente al creciente poder de Godofredo Martel, conde de Anjou, el duque volvió a aliarse con Enrique I, rey de Francia, en la que sería la última alianza entre ambos. Aunque consiguieron tomar dos fortalezas (Domfront y Alenzón) que estaban en manos de Godofredo, este intentó expandir su autoridad al condado de Maine, en la frontera sur del ducado de Normandía, tras la muerte en 1051 de su gobernante, Hugo IV. Allí estaban las posesiones de la poderosa familia de Bellême, vasallos del rey de Francia. Guillermo II y Enrique I lograron expulsar a Godofredo de Maine y el duque normando se convirtió en señor de la familia Bellême, que de esa manera pasó a apoyar los intereses normandos. Sin embargo, en 1052 Godofredo Martel y el rey de Francia acordaron aliarse en contra de Guillermo II, al mismo tiempo que otros nobles normandos se rebelaban contra el creciente poder del duque. El cambio de actitud de Enrique I probablemente estuvo motivado por su deseo de controlar Normandía, territorio fortalecido por el liderazgo de Guillermo.
En 1053 el duque hubo de ir a la guerra contra algunos nobles normandos y contra sus tíos paternos, Mauger, nuevo arzobispo de Ruan y Guillermo de Talou, conde de Arques. Al año siguiente, 1054, los rebeldes normandos y el rey de Francia lanzaron una doble invasión de Normandía: el rey en persona lideró el avance a través del condado de Évreux y su hermano Eudes invadió el este del ducado. Guillermo tuvo que dividir en dos sus fuerzas: la primera, dirigida por él, se enfrentó al rey Enrique I, y la segunda, comandada por algunos de los más firmes apoyos del duque como Roberto, conde de Eu, Walter Giffard, Roger de Mortemer y Guillermo de Warenne, marchó contra la otra fuerza invasora. El segundo contingente ducal derrotó a Eudes en la batalla de Mortemer. Expulsadas las tropas del rey francés, los apoyos en la Iglesia que tenía Guillermo también depusieron al arzobispo Mauger. La victoria en Mortemer afianzó el poder de Guillermo, aunque los enfrentamientos con el monarca francés y el conde de Anjou no cesaron hasta 1060. En 1057 Godofredo Martel y Enrique I volvieron a intentar invadir Normandía, pero fueron derrotados por el duque en la batalla de Varaville. Esta fue la última invasión que sufrió el ducado normando en vida de Guillermo, y las muertes de Godofredo y de Enrique I en el año 1060 cimentaron la posición del duque.

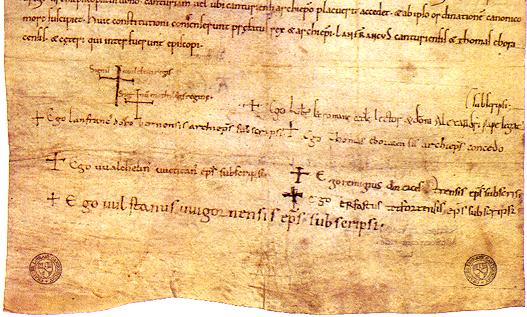
Las firmas de Guillermo y Matilde son las dos primeras cruces del Acuerdo de Winchester de 1072.

Otro movimiento que benefició a Guillermo fue su matrimonio con Matilde de Flandes, hija del conde Balduino V de Flandes. La unión fue acordada en 1049, pero el papa León IX prohibió el enlace en el Concilio de Reims de octubre de ese año, por motivos no del todo claros. A pesar de ello, el matrimonio se celebró a principios de la década de 1050 Las relaciones entre el clero normando y el papado eran buenas en la época y, a pesar de la oposición inicial, en 1059 llegará la aprobación del papa Nicolás II, a través de un acuerdo que incluía la fundación de dos monasterios en Caen por parte de Guillermo II y su esposa. Este enlace fortaleció a Guillermo porque Flandes era uno de la territorios franceses más poderosos gracias a sus vínculos con la casa real y con los emperadores alemanes. Los cronistas coetáneos consideraron que esa unión, que dio como fruto cuatro hijos y cinco o seis hijas, fue todo un éxito.

### Apariencia y carácter
No se ha encontrado ningún retrato auténtico de Guillermo y las representaciones coetáneas en el Tapiz de Bayeux y en sus sellos y monedas son retratos estereotipados destinados a afianzar su autoridad. Algunos textos afirman que era un hombre fornido y robusto con una voz gutural. Gozó de una excelente salud hasta avanzada edad, aunque engordó mucho en la vejez. Era lo suficientemente fuerte como para doblar arcos que otros no podían tensar y tenía una gran resistencia. Su enemigo Godofredo Martel dijo de él que no tenía rival como luchador y como jinete. El examen del fémur de Guillermo, único hueso que ha sobrevivido, pues sus restos fueron destruidos, indica que medía aproximadamente 1,78 m, una gran estatura para la época.
Se sabe que Guillermo tuvo dos tutores en su infancia y juventud, pero no está claro hasta qué punto era un hombre cultivado. No se tiene constancia de que fuera mecenas de escritores y apenas hay menciones a su patrocinio de la cultura o de cualquier actividad intelectual. Orderico Vital afirma que Guillermo trató de aprender el idioma inglés antiguo al final de su vida, pero que fue incapaz de dedicarle el tiempo necesario y enseguida desistió. Al parecer, la principal afición de Guillermo el Conquistador fue la caza. Su matrimonio con Matilde fue afectuoso y no han trascendido señales de que Guillermo le fuera infiel, algo nada habitual en los monarcas medievales. Algunos cronistas criticaron a Guillermo por su codicia y crueldad, pero sus contemporáneos elogiaron de manera unánime su piedad.

### Administración normanda
El gobierno normando en época de Guillermo fue similar al que había existido con los duques anteriores. Era una estructura administrativa bastante sencilla construida alrededor de la casa ducal que estaba compuesta por varios oficiales, entre ellos administradores, mayordomos y mariscales. El duque viajaba constantemente por todos sus dominios, firmando documentos y recaudando impuestos. La mayor parte de sus ingresos provenían de las tierras ducales, de los peajes y de algunos impuestos.
Guillermo cuidó mucho las relaciones con la Iglesia. Participaba en los concilios y nombró a diversos cargos de la Iglesia normanda, entre ellos a Maurilio como arzobispo de Ruan. Otra elección importante del duque fue el nombramiento de su medio hermano Odón como obispo de Bayeux. También buscó asesoramiento en miembros del clero, caso de Lanfranco de Canterbury, un italiano que llegó a convertirse en uno de los asesores eclesiásticos más destacados de Guillermo desde la década de 1040 hasta la de 1060. Además, el duque fue muy generoso con la Iglesia y desde 1035 hasta 1066 la aristocracia normanda fundó al menos veinte nuevos monasterios, entre ellos dos patrocinados por el propio Guillermo en Caen, lo que supuso una importante expansión de la vida religiosa en el ducado de Normandía.

## Preocupaciones inglesas y continentales

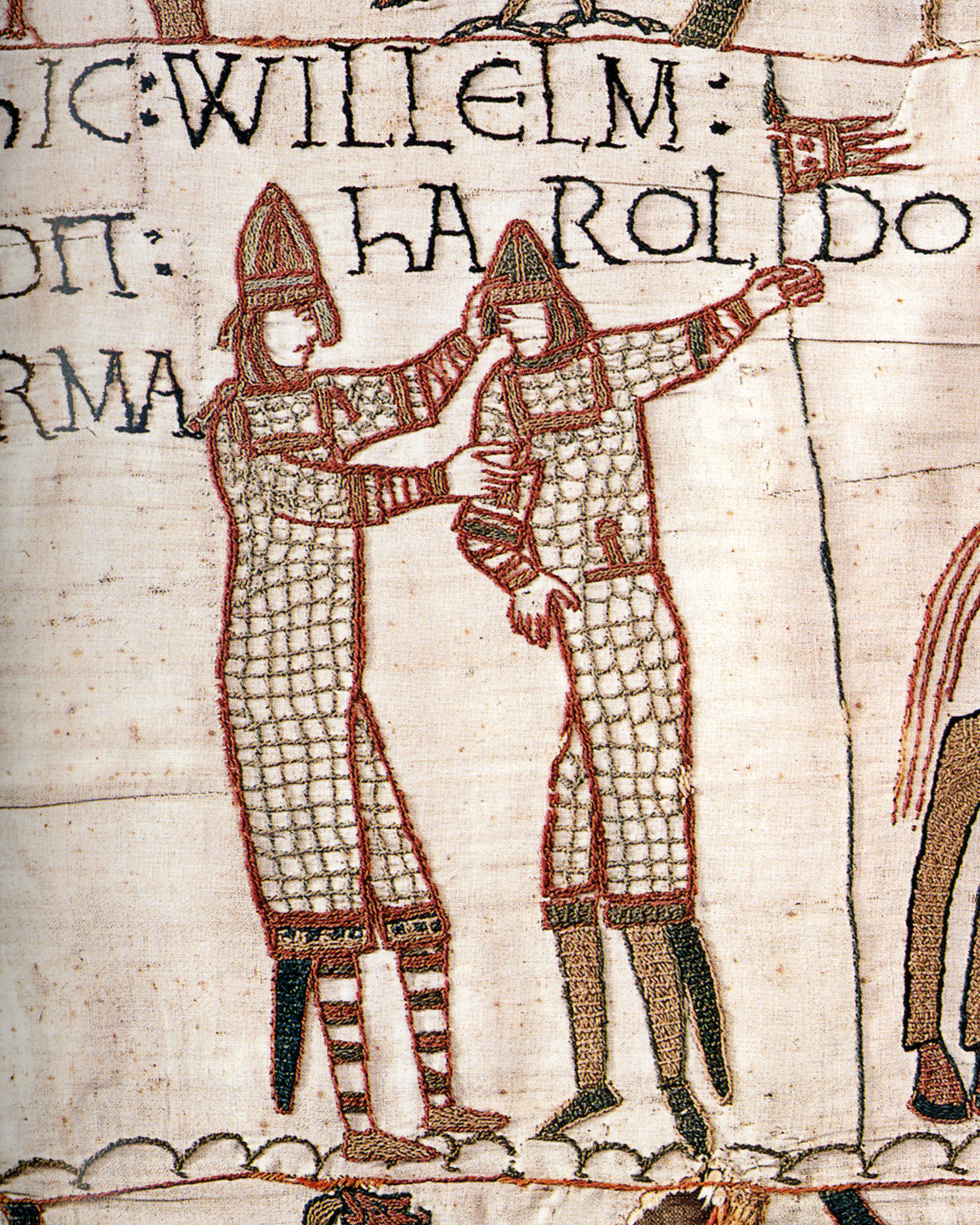
Escena del Tapiz de Bayeux con un texto que aclara que Guillermo le está proporcionando armas a Haroldo durante el viaje del conde inglés al continente en 1064.

Al parecer, el rey de Inglaterra Eduardo el Confesor, que no tenía descendencia, eligió en 1051 a Guillermo II de Normandía como su sucesor en el trono. El duque normando era descendiente del tío de Eduardo, Ricardo II de Normandía. La versión «D» de la Crónica anglosajona relata que Guillermo visitó Inglaterra a finales de 1051, puede que para tratar el tema de la sucesión o simplemente para buscar apoyos para sus problemas en el norte de Francia, aunque precisamente la delicada situación en Normandía en esa época hace poco probable que ese viaje tuviera lugar. Sean cuales fueren los deseos del rey Eduardo, las pretensiones de Guillermo sin duda encontraron la oposición de Godwin, conde de Wessex, cabeza de la familia más poderosa de Inglaterra. Eduardo estaba casado desde 1043 con Edith, hija de Godwin, quien además había sido uno de los principales apoyos para que Eduardo accediera al trono inglés. A pesar de ello, hacia 1050 las relaciones entre monarca y conde se habían agriado y en 1051 una crisis entre ambas partes culminó con el exilio de la familia de Godwin. Fue durante este exilio cuando Eduardo le ofreció la corona al duque de Normandía. En 1052 Godwin regresó acompañado de un ejército, y llegó a un acuerdo con el rey, quien restauró las propiedades a los Godwin. Asimismo, el normando Roberto de Jumièges, que había sido nombrado arzobispo de Canterbury, fue sustituido por Stigand, el obispo de Winchester.
En 1062 falleció el conde Herberto II de Maine, y Guillermo, que había prometido a su hijo mayor Roberto con la hermana de Herberto, reclamó el condado para su hijo. Los nobles locales se opusieron a ello, por lo que el duque normando invadió el condado en 1064 y se aseguró el control de toda la zona. En 1065 Guillermo consiguió que un normando ocupara el cargo de obispo de Le Mans. También permitió a su hijo Roberto Courteheuse hacer homenaje al nuevo conde de Anjou, Godofredo el Barbudo, una relación con la que aseguró la frontera occidental de su ducado, colindante con los angevinos. Por el contrario, la frontera con Bretaña no era tan segura, por lo que en 1064 Guillermo decidió invadir el ducado de Bretaña en una campaña de la que se conocen pocos detalles. Se sabe que la intervención normanda desestabilizó Bretaña y obligó al duque Conan II a limitarse a resolver asuntos internos en lugar de intentar una expansión. La muerte del duque bretón en 1066 alejó ese problema y aseguró todas las fronteras de los dominios de Guillermo. A ello se sumó que la intervención normanda consiguió el apoyo de algunos nobles bretones a la invasión de Inglaterra en 1066.
Al otro lado del canal de la Mancha, en Inglaterra, el conde Godwin falleció en 1053 no sin antes haber dejado a sus hijos bien colocados: Haroldo sucedió a su padre como conde de Wessex y Tostig fue nombrado conde de Northumbria. Otros dos hijos, Gyrth y Leofwine, también consiguieron sendos condados en años posteriores. Algunas fuentes afirman que Haroldo participó en la campaña de Guillermo II en Bretaña en 1064 y que entonces el inglés juró respetar la reclamación del normando al trono de Inglaterra, pero ningún texto inglés menciona esto y no está claro que realmente sucediera, sino que podría tratarse de mera propaganda normanda para desacreditar a Haroldo. Mientras tanto, apareció otro pretendiente al trono, Eduardo el Exiliado, hijo de Edmundo Costilla de Hierro y nieto de Etelredo II el Indeciso, que regresó a Inglaterra en 1057 y, aunque falleció muy poco después, trajo consigo a su familia, que incluía dos hijas, Margarita y Cristina, y un hijo, Edgar Atheling.
En 1065 Northumbria se rebeló contra Tostig y sus habitantes eligieron como sustituto a Morcar, hermano menor de Edwin, conde de Mercia. Haroldo, en lugar de defender a su hermano, quiso asegurarse el apoyo de Morcar y Edwin en su pretensión al trono y apoyó a los rebeldes. Tostig marchó al exilio en Flandes con su mujer Judit, hermana de Balduino V de Flandes. El rey Eduardo de Inglaterra estaba enfermo y falleció el 5 de enero de 1066. No está claro qué sucedió en su lecho de muerte. Una versión, derivada del documento biográfico Vita Edwardi, afirma que el rey fue atendido por su mujer Edith, por Haroldo, por el arzobispo Stigand y por Robert FitzWimarc, y que en sus últimos días eligió al conde de Wessex como sucesor en el trono. Ni siquiera las fuentes normandas discuten que Haroldo fuera nombrado rey, pero sí que el juramento anterior del conde a Guillermo y que la promesa del rey Eduardo hecha en 1051 al normando no podían ser obviadas en las últimas voluntades del monarca. Otras fuentes inglesas posteriores relatan que Haroldo fue nombrado rey por el clero y por los magnates de Inglaterra.

## Invasión de Inglaterra

### Preparativos de Haroldo

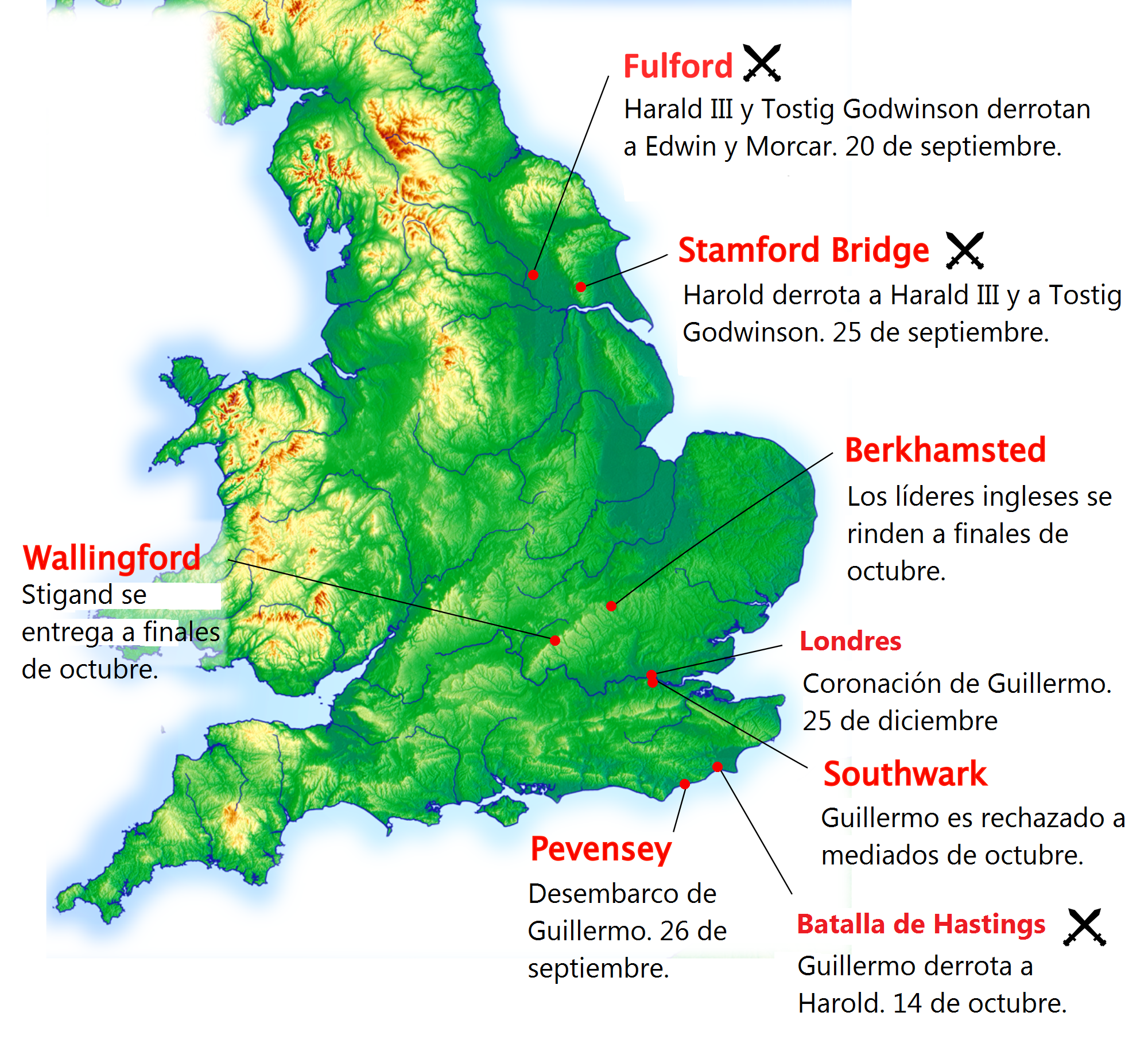
Localización y fechas de los principales eventos de la conquista normanda de Inglaterra.

Haroldo fue coronado rey de Inglaterra el 6 de enero de 1066 en la nueva abadía de Westminster, aunque hay cierta controversia sobre quién ofició la ceremonia. Las fuentes inglesas afirman que fue Aldred, arzobispo de York, mientras que las fuentes normandas sugieren que fue Stigand, que el papado no reconocía como arzobispo canónico. Sin embargo, la reclamación del trono por parte de Haroldo no estaba asegurada porque había otros pretendientes, uno de los cuales era su propio hermano exiliado Tostig. El rey de Noruega Harald Hardrada también era pretendiente, como tío y heredero del rey Magnus I, que había hecho un pacto hacia 1040 con Canuto Hardeknut. Y el último pretendiente era Guillermo de Normandía, para cuya invasión militar hizo casi todos los preparativos el rey Haroldo.
Tostig realizó algunos ataques de prueba en la costa sur de Inglaterra en mayo de 1066 y desembarcó en la isla de Wight ayudado por una flota que le proporcionó su cuñado Balduino V de Flandes. Tostig no recibió mucho apoyo local y después de probar suerte en Lincolnshire y cerca del río Humber, decidió retirarse a Escocia. Según el cronista normando Guillermo de Jumièges, el duque normando envió a Haroldo una embajada para recordarle su juramento de lealtad a su reclamación del trono inglés, aunque no es seguro que esta embajada se enviara realmente. Haroldo preparó un ejército y una flota para intentar repeler el ataque de Guillermo y mantuvo tropas y barcos desplegados en el canal de la Mancha durante gran parte del verano.

### Preparativos de Guillermo
El cronista Guillermo de Poitiers afirma que el duque de Normandía convocó un consejo donde los nobles y Guillermo discutieron los riesgos de una invasión de Inglaterra. Aunque es posible que se discutieran algunos pormenores, es improbable que hubiera ningún debate porque el control del duque sobre sus nobles era total y el interés de estos no sería otro más que asegurarse un beneficio de la posible conquista. Guillermo de Poitiers también relata que el duque obtuvo el consentimiento para la invasión del papa Alejandro II y que se aseguró el apoyo del emperador Enrique IV del Sacro Imperio Romano Germánico y del rey Svend II de Dinamarca. De todas maneras, Enrique IV era todavía menor de edad y Svend II podría estar más interesado en apoyar a Haroldo y hacer con él causa común contra el rey noruego Harald Hardrada, por lo que estas afirmaciones deben ser tomadas con cautela. Aunque es cierto que llegó la aprobación papal una vez que la invasión normanda había tenido éxito, ninguna otra fuente menciona que el sumo pontífice apoyara esta conquista antes de su realización. Los hechos posteriores a la invasión, que incluyeron una penitencia de Guillermo, parecían buscar la bendición del papa a las acciones de los normandos. Mientras duró la invasión de Inglaterra, Guillermo dejó el gobierno del ducado en manos de su esposa.

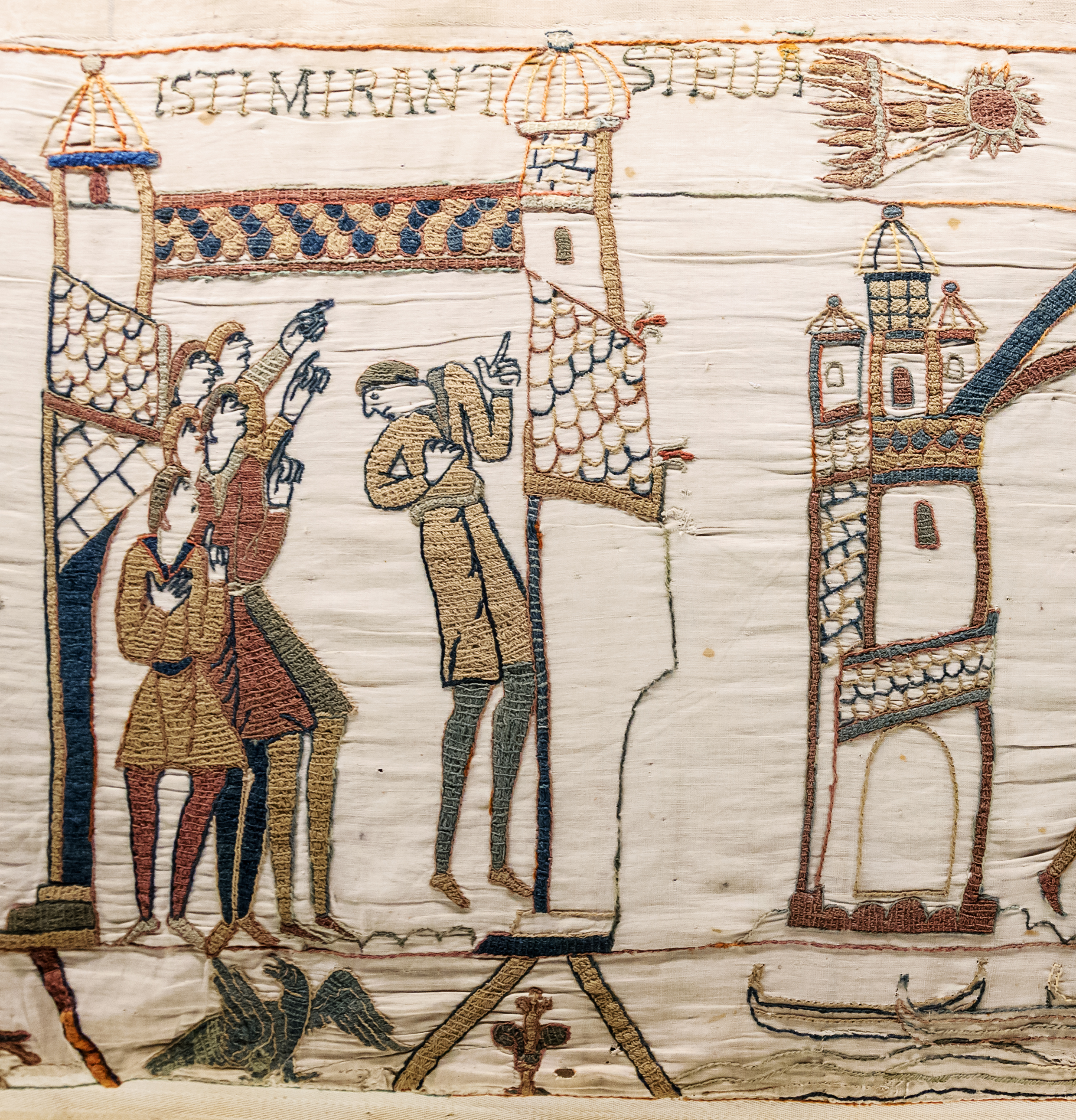
Representación del cometa Halley en el Tapiz de Bayeux. Este cometa pasó cerca de la Tierra en 1066, y fue considerado un mal augurio para Haroldo II, lo que dio ánimos a las tropas de Guillermo.

Durante el verano Guillermo juntó un ejército y una flota de invasión en Normandía. Aunque la afirmación de Guillermo de Jumièges de que la flota normanda constaba de tres mil barcos es una clara exageración, la fuerza naval fue sin duda numerosa y además construida desde cero. Los cronistas Guillermo de Jumièges y Guillermo de Poitiers discrepan sobre el lugar en que se construyeron los barcos, pero coinciden en el lugar desde el que partieron, Saint-Valery-sur-Somme. La flota transportaba una fuerza compuesta por soldados de los dominios de Guillermo en Normandía y Maine y un número importante de mercenarios, aliados y voluntarios de Bretaña, el noreste de Francia y Flandes, además de un pequeño número de combatientes procedentes de otras partes de Europa. Todos estaban preparados ya en agosto, pero los vientos adversos obligaron a posponer la partida para finales de septiembre. Quizá influyeron otros factores en el retraso, como los informes de inteligencia procedentes de Inglaterra que informarían del despliegue de tropas de Haroldo por toda la costa. El rey inglés mantuvo a su ejército en alerta durante todo el verano, pero tuvo que disolverlo el 8 de septiembre ante el inicio de la campaña de cosechas en el campo.

### Invasión de Tostig y Hardrada
Tostig, hermano de Haroldo, se alió con el rey noruego Harald Hardrada y ambos invadieron Northumbria en septiembre de 1066, donde derrotaron a las fuerzas locales de Edwin y Morcar en la batalla de Fulford, librada cerca de York. El rey Haroldo tuvo noticia de esta invasión y marchó hacia el norte, derrotando y dando muerte a Hardrada y Tostig el 25 de septiembre en la batalla de Stamford Bridge. La flota normanda de Guillermo partió finalmente solo dos días después de este enfrentamiento y desembarcó en la bahía de Pevensey, al sur de Inglaterra, el 28 de septiembre. Guillermo trasladó después a sus hombres a Hastings, unas pocas millas al este, donde ordenó levantar un castillo como base de operaciones. Desde ahí lanzó incursiones que devastaron la zona y esperó el regreso de Haroldo desde el norte sin alejarse de la costa, que era su línea de comunicación con Normandía.

### Batalla de Hastings
Tras derrotar a Harald Hardrada y a Tostig, Haroldo dejó a gran parte de su ejército en el norte, incluidos Edwin y Morcar, y marchó con el resto hacia el sur para hacer frente a la temida invasión normanda. El rey inglés seguramente tuvo noticia del desembarco de Guillermo mientras viajaba hacia el sur. Se detuvo en Londres y luego continuó hacia Hastings, a donde tardó en llegar alrededor de una semana avanzando unos 43 km diarios para recorrer 320 km. Aunque Haroldo intentó sorprender a los normandos, los exploradores de Guillermo informaron puntualmente al duque de la llegada de los ingleses. No se conocen con detalle los eventos previos a la decisiva batalla porque las fuentes son contradictorias, pero todas coinciden en que Guillermo salió de su castillo a la cabeza del ejército y fue al encuentro del enemigo. Haroldo había decidido tomar una posición defensiva en lo alto de la colina de Senlac —en la actual localidad de Battle (East Sussex)—, a unos 10 km de distancia del castillo levantado por los normandos.

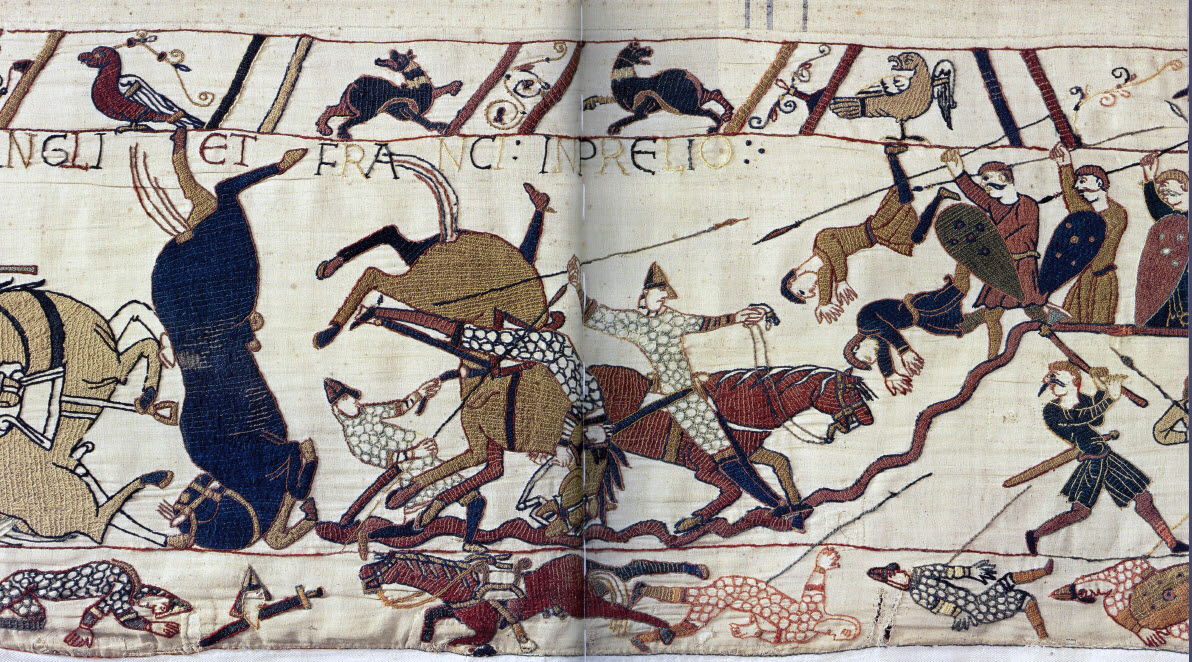
Escena del Tapiz de Bayeux que retrata la batalla de Hastings, librada el 14 de octubre de 1066.

La batalla comenzó sobre las nueve de la mañana del 14 de octubre y duró todo el día. Se conoce su desarrollo en líneas generales, pero los detalles no están claros por los relatos contradictorios de las fuentes. El número de contendientes de ambos bandos era similar, pero mientras que Guillermo contaba con caballería, infantería y arqueros, Haroldo solo tenía infantería y muy pocos o ningún arquero. Los soldados ingleses formaron un muro de escudos en lo alto de la colina y en un principio repelieron a los normandos con tanto éxito que los hombres de Guillermo tuvieron que retirarse después de sufrir numerosas bajas. Algunas de las tropas bretonas del duque fueron presa del pánico y huyeron perseguidas por soldados ingleses. En ese momento intervino la caballería normanda y aniquiló a los soldados ingleses, que abandonaron la formación. Durante la huida de los bretones, entre las tropas del duque se extendió la noticia de la muerte de Guillermo, pero este consiguió reordenar a sus hombres. Los normandos fingieron otras dos retiradas para intentar que los ingleses los persiguieran de nuevo y se expusieran a las cargas de caballería. Las fuentes son confusas sobre lo que sucedió durante la tarde, pero sin duda el hecho decisivo fue la muerte de Haroldo, sobre la que circulan varias versiones: Guillermo de Jumièges afirma que el rey fue asesinado por el duque en persona, pero el tapiz de Bayeux, tejido varias décadas después, representa a Haroldo con el ojo atravesado por una flecha.
El cadáver de Haroldo fue identificado después de la batalla, ya sea por su armadura o por las marcas en su cuerpo. Los caídos ingleses, entre ellos Gyrth y Leofwine, los dos hermanos de Haroldo, y sus guardias personales, los huscarle, fueron abandonados en el campo de batalla. La madre del rey muerto, Gytha, ofreció a Guillermo el peso de su hijo en oro si le entregaba el cuerpo, pero el normando no aceptó. En su lugar, Guillermo ordenó que el cuerpo de Haroldo se arrojara al mar, aunque no se sabe dónde. La abadía de Waltham, fundada por Haroldo, dijo tiempo después que el cuerpo del rey fue enterrado allí secretamente.

### Marcha hacia Londres
Los ingleses no se rindieron inmediatamente tras la derrota en Hastings. Muy al contrario, el clero y los magnates británicos nombraron rey a Edgar Atheling, un noble con escasos apoyos. Tras esperar unos días, Guillermo reforzó el dominio de Dover y algunas zonas de Kent y Canterbury, además de enviar una fuerza a tomar Winchester, donde estaba el tesoro real inglés. Con esto el duque normando se aseguró el control de su retaguardia y la eventual vía de escape a Normandía si ello era necesario. Después, los normandos alcanzaron a finales de noviembre Southwark, frente a Londres pero en la orilla opuesta del Támesis, tras lo que Guillermo decidió dar un rodeo por el sur y el oeste de la ciudad quemando todo a su paso. Cruzaron el río Támesis por el feudo de Wigod de Wallingford a principios de diciembre y allí Guillermo recibió la sumisión del arzobispo Stigand y otros nobles anglosajones. Poco después, en Berkhamsted, se rindieron ante los invasores Edgar Atheling, Morcar, Edwin y el arzobispo Aldred. Guillermo fue coronado rey de Inglaterra en la abadía de Westminster el día de Navidad de 1066.

## Consolidación

### Primeras medidas
Guillermo I permaneció en Inglaterra después de su coronación y trató de ganarse a la aristocracia sajona. Los condes supervivientes —Edwin de Mercia, Morcar de Northumbria y Waltheof de Northampton— conservaron sus tierras y títulos. Waltheof contrajo matrimonio con Judit, sobrina de Guillermo e hija de Adelaida, y se propuso un matrimonio entre Edwin y una de las hijas del nuevo rey. Al parecer, Edgar Atheling también recibió tierras. Los cargos eclesiásticos tampoco sufrieron cambios, e incluso Stigand conservó su arzobispado. Sin embargo, la familia de Haroldo sí que perdió sus tierras, al igual que otros que lucharon contra Guillermo en Hastings. En marzo de 1067 el nuevo rey había asegurado sus conquistas y regresó a Normandía llevándose con él a Stigand, Morcar, Edwin, Edgar y Waltheof. Dejó en el gobierno de la isla a su hermano Odón, obispo de Bayeux, y a Guillermo FitzOsbern, hijo del que fuera en el pasado uno de sus más firmes apoyos. FitzOsbern recibió el título de conde de Wessex y Odón el de conde de Kent. Aunque Guillermo dejó a dos normandos a la cabeza del gobierno, los cargos de sheriff siguieron en manos de ingleses. De vuelta en el continente, Guillermo fue a Ruan y a la abadía de Fécamp, tras lo que asistió a la consagración de nuevas iglesias y de dos monasterios normandos.
Mientras Guillermo estaba en Normandía, un antiguo aliado, Eustaquio II, conde de Boulogne, intentó sin éxito la conquista de Dover. La resistencia inglesa a los invasores normandos ya había empezado con el ataque de Edric el Salvaje a Hereford y revueltas en Exeter, foco de resistencia de la madre de Haroldo, Gytha. FitzOsbern y Odón tuvieron muchas dificultades para controlar a los nativos y por ello pusieron en marcha un ambicioso plan de construcción de castillos que permitieran controlar Inglaterra. Guillermo regresó a la isla en diciembre de 1067 y sitió Exeter. La ciudad resistió el asedio dieciocho días y tras su rendición el rey ordenó levantar un castillo en ella para asegurar su dominio. Mientras tanto, los hijos de Haroldo, huidos a Irlanda, comenzaron a atacar en las costas del sur de Inglaterra y desembarcaron en Brístol, donde fueron derrotados por Eadnoth. El domingo de Pascua de 1067 Guillermo estaba de vuelta en Winchester, donde poco después se le unió su esposa Matilde, que fue coronada reina de Inglaterra en mayo de 1068.

### Resistencia inglesa

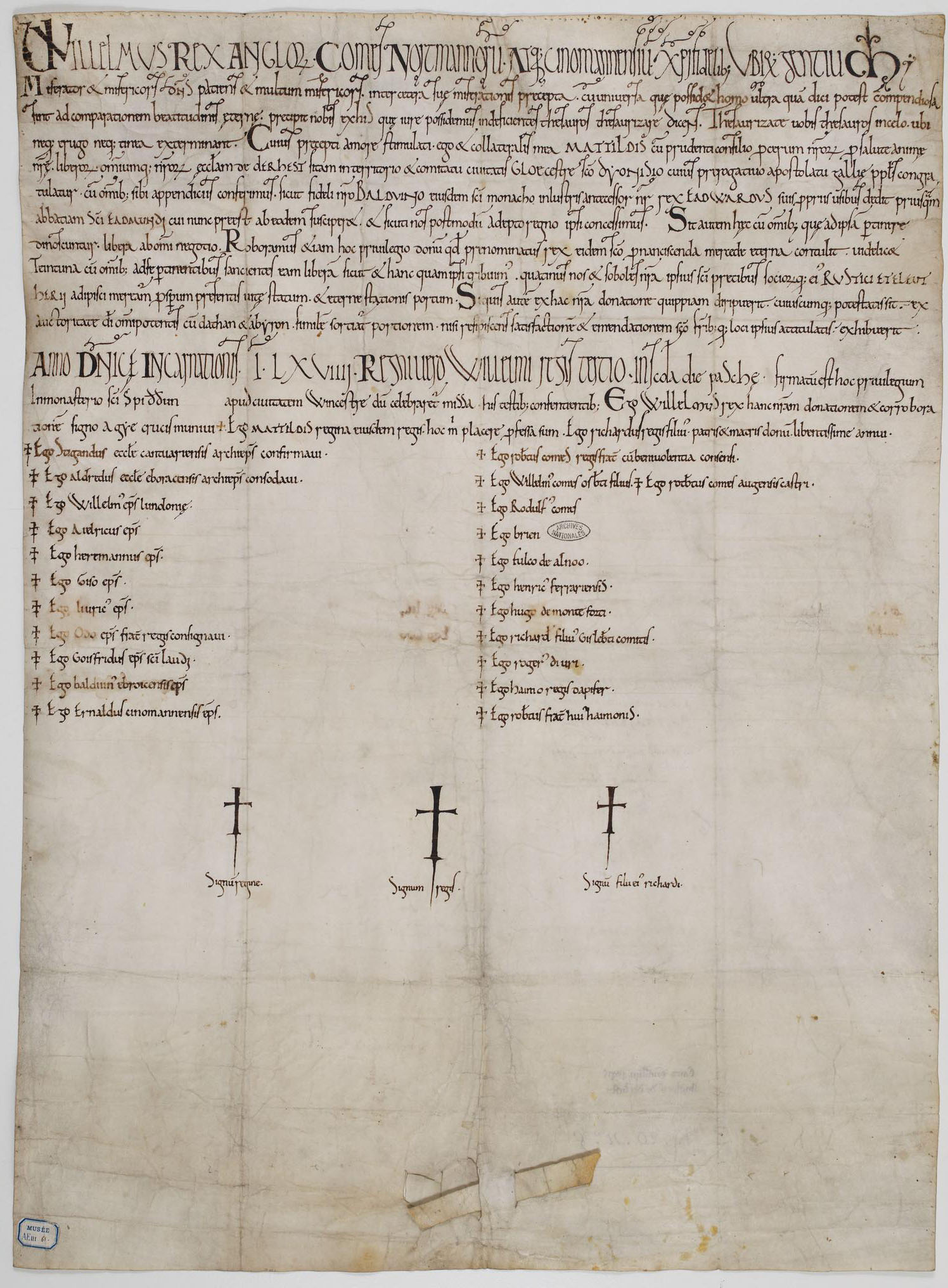
Carta real del 14 de abril de 1069 en la que se donan los terrenos de Deerhurst en Gloucestershire a la abadía de Saint-Denis.

En 1068 Edwin y Morcar iniciaron una revuelta apoyados por Gospatric, conde de Northumbria. El cronista Orderico Vital cuenta que la razón de Edwin para rebelarse contra Guillermo fue que no se le había propuesto casarse con una de sus hijas, pero también pudieron influir otras razones, como el aumento de poder del normando Guillermo FitzOsbern en Herefordshire, dominio que entraba en conflicto con el condado de Edwin. Guillermo marchó a través de las tierras de Edwin y mandó construir el castillo de Warwick. Edwin y Morcar se rindieron, pero Guillermo continuó hasta York y allí ordenó levantar otros dos castillos, en York y en Nottingham, antes de regresar al sur. En el camino de vuelta el rey decidió construir más castillos en Lincoln, Huntingdon y Cambridge, fortificaciones que dejó al mando de seguidores suyos, como William Peverel en Nottingham y Henry de Beaumont en Warwick. A finales de 1068 Guillermo regresó a Normandía.
A comienzos de 1069 Edgar Atheling se rebeló y atacó York. El rey regresó allí y construyó otro castillo, pero dejó en libertad a Atheling, quien en otoño se alió con el rey Svend II de Dinamarca. El danés había traído una poderosa flota con la que atacó York, Exeter y Salisbury. Con York en su poder, Edgar Atheling fue proclamado rey por sus seguidores, lo que desató una respuesta inmediata de Guillermo, que dejó de atender una revuelta en Maine, Francia, para viajar a Inglaterra y derrotar a los sublevados. En un gesto muy simbólico, Guillermo se paseó con su corona de rey por las ruinas de York el día de Navidad de 1069. De los daneses de Svend II se deshizo pagándoles un danegeld. Después marchó hacia el río Tees arrasando todo a su paso. Edgar huyó hacia Escocia, cuyo rey Malcolm III estaba casado con su hermana Margarita. Waltheof y Gospatric, que habían estado implicados en la rebelión, se rindieron y Guillermo permitió que conservaran sus tierras. Sin embargo, el rey no dio por concluido el asunto y durante el invierno marchó a través de la cordillera de los Peninos para derrotar el último reducto rebelde en Shrewsbury y levantar castillos en Chester y Stafford. Esta campaña, que incluyó la quema y destrucción de todo el campo por el que atravesaron las tropas reales, es conocida en la historiografía como «Masacre del Norte». Las operaciones contra la resistencia inglesa finalizaron en abril de 1070, cuando Guillermo volvió a lucir su corona real en Winchester.

### Asuntos eclesiásticos

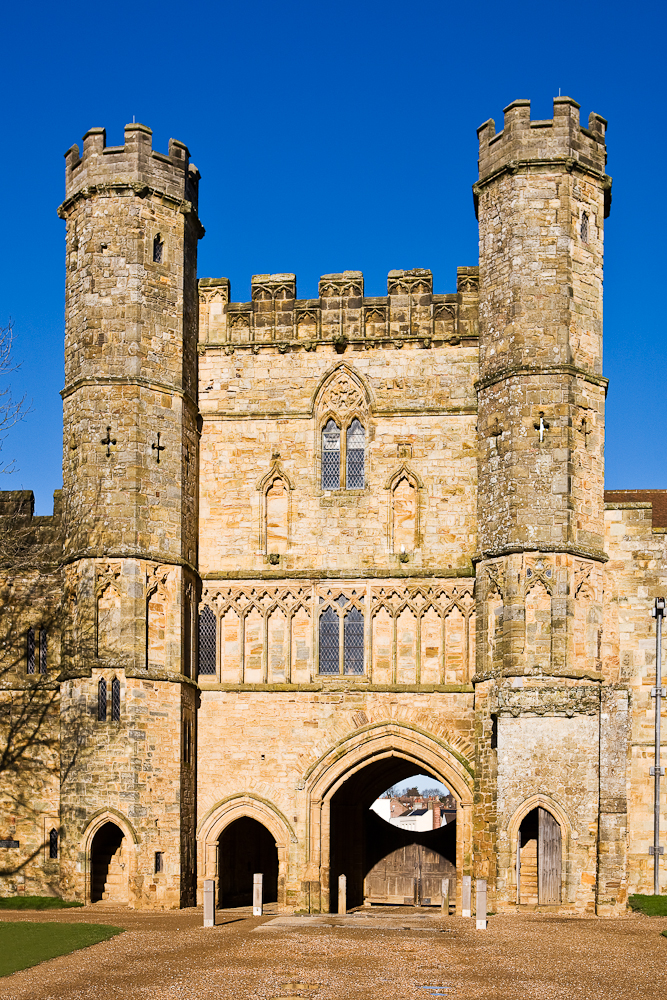
Entrada principal a la abadía de Battle, mandada construir en 1070 por Guillermo I cerca del lugar en que se libró la batalla de Hastings.

Mientras estaba en Winchester en 1070, Guillermo se reunió con tres legados papales —Juan Minutus, Pedro y Ermenfrido de Sion— enviados por el papa Alejandro II. Los legados coronaron ceremonialmente a Guillermo durante la corte celebrada el Domingo de Pascua, un hecho que se interpreta como el «sello de aprobación» papal a las conquistas del normando. Después los legados y el rey Guillermo celebraron varios concilios eclesiásticos destinados a reformar y reorganizar la Iglesia de Inglaterra. Stigand y su hermano Æthelmær, obispo de Elmham, fueron depuestos de sus obispados, al igual que algunos abades ingleses. En el concilio celebrado en Pentecostés se nombró a Lanfranco como nuevo obispo de Canterbury y a Thomas de Bayeux como nuevo arzobispo de York en sustitución de Aldred, que había fallecido en septiembre de 1069. Miembros del clero normando ocuparon los cargos de los abades y obispos ingleses depuestos y al final de esta reordenación de la Iglesia tan solo quedaron dos obispos ingleses y varios prelados de origen continental que fueron nombrados en su momento por el rey Eduardo el Confesor. También en 1070 Guillermo ordenó la fundación de la abadía de Battle, un nuevo monasterio cercano al lugar en que se libró la batalla de Hastings, en parte como una penitencia por las muertes causadas en el combate y en parte como memorial a todos los caídos en la batalla.

## Problemas en Inglaterra y en el continente

### Ataques daneses y rebelión en el norte
Aunque el rey danés Svend II había prometido marcharse de Inglaterra, regresó en la primavera de 1070 y atacó en la región del río Humber y Anglia Oriental hacia la isla de Ely, donde se unió a Hereward el Proscrito, un noble sajón. Las fuerzas de Hereward atacaron la abadía de Peterborough y la saquearon. Guillermo se deshizo de Svend II y su flota en 1070 y pudo regresar al continente para hacer frente a los problemas en Maine, donde la ciudad de Le Mans se había rebelado el año anterior. Otro problema fue la muerte del conde Balduino VI de Flandes en julio de 1070, lo que provocó una crisis por la sucesión entre su viuda y Roberto, hermano del conde fallecido. La viuda le propuso matrimonio a Guillermo FitzOsbern y este aceptó, pero murió en febrero de 1071 en la batalla de Cassel y Roberto se convirtió en conde. El nuevo gobernante de Flandes se oponía al incremento de poder de Guillermo en el continente, por lo que la batalla de Cassel no solo privó al rey de Inglaterra de uno de sus más importantes apoyos, sino que también alteró el equilibrio de poder en el norte de Francia.
En 1071 Guillermo sofocó la última revuelta en el norte de Inglaterra. El conde Edwin fue traicionado y asesinado por sus propios hombres y el rey Guillermo consiguió construir un puente que permitió a sus tropas acceder a la pantanosa zona de la isla de Ely, donde estaban atrincherados Hereward el Proscrito y Morcar. Hereward consiguió huir, pero Morcar fue capturado, privado de su condado y encarcelado. En 1072 Guillermo invadió Escocia y derrotó a su rey Malcolm III, quien poco antes había atacado el norte de Inglaterra. Ambos monarcas firmaron la paz con el tratado de Abernethy y probablemente Malcolm tuvo que entregar a su hijo Duncan como rehén. Es probable que en este tratado también se acordara la expulsión de Edgar Atheling de la corte escocesa. Después, Guillermo centró su atención de nuevo en Francia y regresó a Normandía a principios de 1073 para enfrentar la invasión de Maine por parte de Fulco IV de Anjou. En una rápida campaña que finalizó el 30 de marzo de ese año, Guillermo arrebató Le Mans a los angevinos y aseguró sus dominios continentales. Sin embargo, el nuevo conde de Flandes, Roberto, aceptó en su corte a Edgar Atheling y casó a su media hermana Berta con el rey de Francia, Felipe I, que era enemigo de los normandos.
Guillermo viajó a Inglaterra para licenciar a sus tropas en 1073, pero enseguida regresó a Normandía y permaneció allí durante 1074 mientras la isla quedaba en manos de Ricardo FitzGilbert, Guillermo de Warenne y Lanfranco. El hecho de que Guillermo no pisara Gran Bretaña durante un año entero indica que había asegurado su control. Atheling aprovechó la ausencia del monarca inglés para desplazarse a Escocia desde Flandes. Además, el rey de Francia le entregó a Edgar el estratégico castillo de Montreuil-sur-Mer, cercano al canal de la Mancha, pero Guillermo obligó a Atheling a someterse y volver a la corte normanda. Felipe I no cejó en su empeño y en 1075 espoleó una revuelta en Bretaña.

### Rebelión de los condes

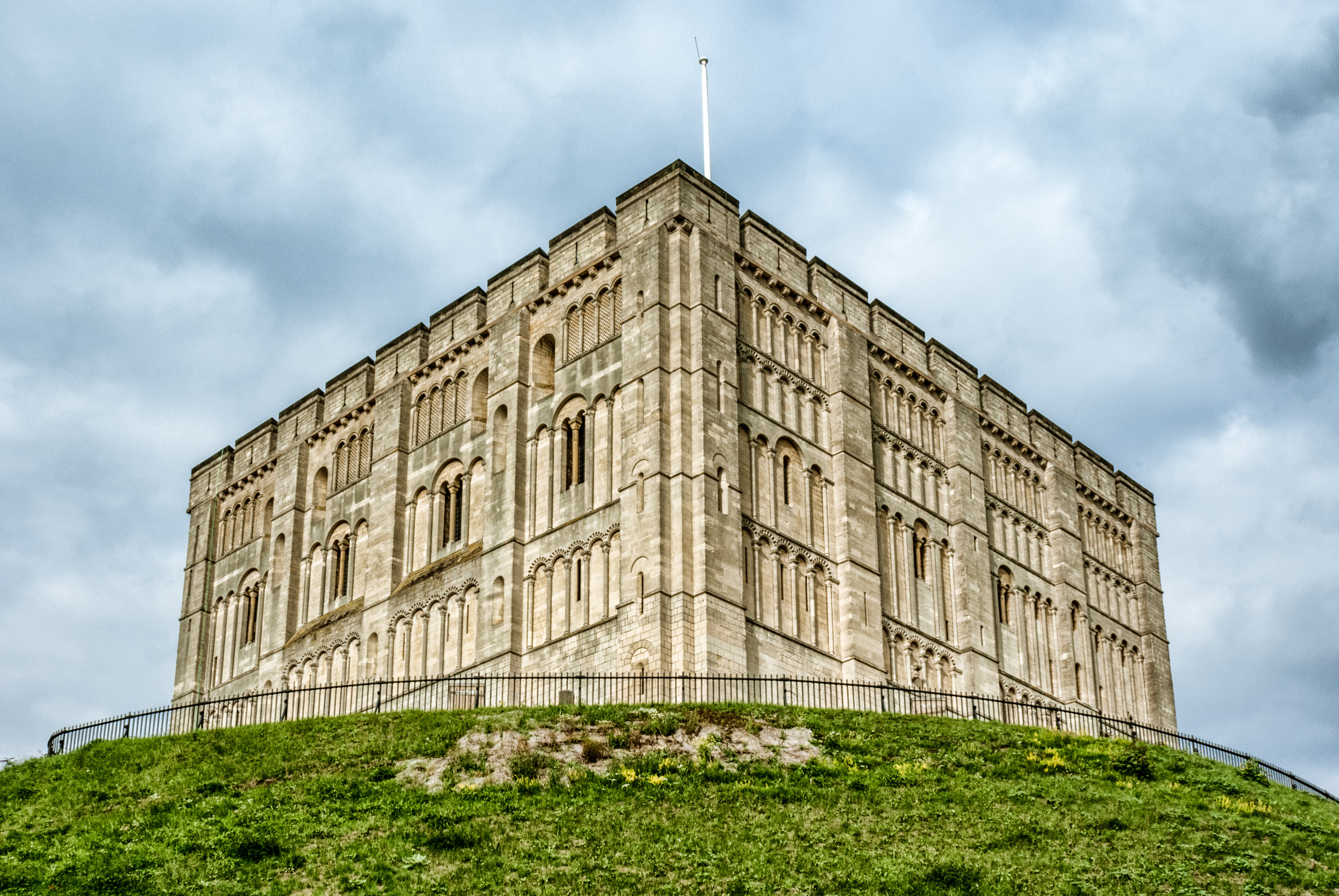
El castillo de Norwich, sitiado en 1075 durante la Rebelión de los condes.

En 1075, aprovechando la ausencia del rey, Ralph de Gael, conde de Norfolk, y Roger de Breteuil, conde de Hereford, conspiraron para derrocar a Guillermo en la que se conoció como la «Rebelión de los Condes». Ralph tenía antepasados bretones y había estado toda su vida anterior a 1066 en Bretaña, donde poseía tierras. Roger era normando, hijo de Guillermo FitzOsbern, pero había heredado mucho menos poder que el que tuvo su padre. Al parecer la autoridad de Ralph era mucho menor que la que habían gozado sus predecesores en el condado y ello fue probablemente la causa de la revuelta.
De todas maneras, la causa exacta de esta rebelión no está del todo clara. Se puso en marcha durante la boda de Ralph con una pariente de Roger, celebrada en Exning. También estuvo implicado otro conde, Waltheof, uno de los favoritos de Guillermo, y otros señores bretones que apoyaban a Ralph y Roger. Además, Ralph solicitó ayuda a los daneses. El rey Guillermo no viajó a Inglaterra y dejó que sus hombres sofocaran esta rebelión. Roger no pudo salir de su fortaleza en Herefordshire gracias a los esfuerzos de Wulfstan, obispo de Worcester, y Æthelwig, abad de Evesham. Ralph fue sitiado en el castillo de Norwich por las fuerzas de Odón de Bayeux, Godofredo de Montbray, Richard FitzGilbert y Guillermo de Warenne, a pesar de lo cual Ralph dejó Norwich al cargo de su esposa y huyó a Bretaña. El castillo acabó rindiéndose y a su guarnición se le permitió regresar al continente. Mientras tanto, Canuto, hermano del rey de Dinamarca, había llegado a Inglaterra al mando de una flota de doscientos barcos, pero demasiado tarde porque Norwich ya se había rendido. Los daneses atacaron algunas localidades costeras y se marcharon. Guillermo volvió a Inglaterra a finales de 1075 para enfrentar la amenaza de los daneses y dejó a su esposa Matilde gobernando en Normandía. Celebró la Navidad en Winchester y se ocupó de los responsables de la rebelión. Roger fue encarcelado y Waltheof ejecutado en mayo de 1076. Antes de este fecha el rey hubo de regresar al continente para encarar la rebelión que Ralph había continuado en Bretaña.

### Problemas familiares y en sus dominios
El conde Ralph se aseguró el control del castillo de Dol y en septiembre de 1076 Guillermo avanzó por Bretaña y puso sitio a la fortaleza. Sin embargo, el rey Felipe I de Francia acudió en auxilio de Ralph y consiguió derrotar a Guillermo y obligarlo a replegarse a Normandía. Aunque esta fue la primera derrota en batalla del rey Guillermo, no tuvo graves consecuencias. Los angevinos atacaron en Maine a fines de 1076 y acabaron derrotados en una acción en la que el propio Fulco IV resultó herido. Más grave para los intereses normandos fue la retirada a un monasterio de Simon de Crépy, conde de Amiens, pues antes de convertirse en monje había entregado su condado de Vexin al rey de Francia. Vexin había sido una región fronteriza y neutral entre Normandía y el reino de Francia y Simon de Crépy aliado de Guillermo. En 1077 el rey de Inglaterra firmó la paz con Felipe I y consiguió una tregua con el conde Fulco de Anjou.
A finales de 1077 o principios de 1078 comenzaron los problemas entre Guillermo y su hijo mayor, Roberto. El cronista Orderico Vital afirma que los problemas se iniciaron por una pelea entre Roberto y sus dos hermanos menores, Guillermo y Enrique, en la que estos dos arrojaron agua a su hermano mayor. Sin embargo, lo más probable es que el primogénito del rey de Inglaterra sintiera que gozaba de poco poder. Orderico relata que Roberto había exigido infructuosamente gobernar Maine y Normandía, por lo que abandonó el ducado en compañía de un puñado de jóvenes seguidores, muchos de ellos también hijos de los hombres de confianza de Guillermo. Entre estos seguidores de Roberto estaban Roberto de Bellême, Guillermo de Breteuil y Roger, hijo de Ricardo FitzGilbert. El grupo de jóvenes se dirigió al castillo de Rémalard y lo atacaron junto con algunos enemigos de Guillermo. La respuesta del rey fue inmediata y los expulsó de Rémalard, pero el rey Felipe I de Francia les ofreció ocupar la fortaleza de Gerberoy en enero de 1079, donde Roberto recibió más refuerzos. Guillermo asedió Gerberoy, pero los sitiados consiguieron burlar el cerco de las fuerzas del rey de Inglaterra y entablaron un combate en el que Guillermo resultó desmontado del caballo por su propio hijo Roberto y fue salvado por la intervención de un soldado inglés. Las fuerzas de Guillermo hubieron de levantar el asedio y el rey regresó a Ruan. El 12 de abril de 1080, padre e hijo llegaron a un acuerdo por el que Roberto recibiría el ducado de Normandía a la muerte de su progenitor.

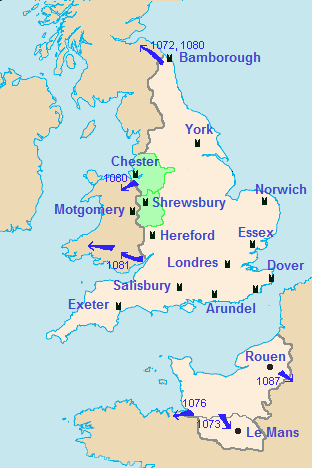
Expansión de las áreas bajo el dominio de Guillermo I entre 1072 y 1087.

La noticia de la derrota del rey Guillermo espoleó a sus enemigos en el norte de Inglaterra. En agosto y septiembre de 1079, el rey escocés Malcolm III atacó al sur del río Tweed y durante un mes devastó la zona. La falta de respuesta por parte de los normandos hizo crecer la inquietud entre los habitantes de Northumbria y por ello en la primavera de 1080 se rebelaron contra Walcher, obispo de Durham y conde de Northumbria. El obispo fue asesinado el 14 de mayo de 1080 y Guillermo hubo de enviar a su medio hermano Odón a ocuparse del asunto. El rey partió de Normandía en julio de 1080 y en otoño encargó a su hijo Roberto que emprendiera una campaña contra los escoceses. El primogénito atacó en Lothian, forzó a Malcolm III a aceptar sus condiciones y ordenó que se erigiera un castillo en Newcastle upon Tyne mientras regresaba a Inglaterra. El rey Guillermo estuvo en Gloucester en la Navidad de 1080 y en Winchester en Pentecostés de 1081; en ambas ocasiones vistió su corona real. En ese período llegó a Inglaterra una embajada papal que solicitó la lealtad del rey al sumo pontífice, algo que Guillermo rechazó. En 1081 el monarca inglés estuvo en Gales, aunque las fuentes difieren sobre el propósito de esta visita. La Crónica anglosajona dice que fue una campaña militar, pero las fuentes galesas afirman que se trató de un peregrinaje real a Saint David's. Un biógrafo del rey Guillermo, David Bates, cree más probable la versión de la intervención militar porque el balance de poder había variado recientemente en Gales y seguramente Guillermo quiso aprovechar la circunstancia para extender el poder normando. A finales de 1081, el rey estaba de vuelta en el continente afrontando unos disturbios en Maine que acabaron en un acuerdo negociado por un legado papal.

### Últimos años
Los datos sobre las acciones de Guillermo entre 1082 y 1084 son escasos. Según el historiador David Bates, esto significa que en realidad no sucedieron muchas cosas dignas de mención y que Guillermo estuvo en sus dominios continentales, por lo que la Crónica anglosajona no refleja apenas noticias de entonces. En 1082 Guillermo ordenó el arresto de su medio hermano Odón por razones nada claras, pues ningún cronista registró información sobre la disputa entre ambos. Tan solo Orderico Vital dejó escrito después que Odón tenía aspiraciones papales y que además trató de persuadir a algunos de los vasallos de Guillermo para que se unieran a una invasión del sur de Italia. Quizá esto fue considerado como una intromisión en la autoridad real que Guillermo quiso castigar. Odón permaneció encarcelado el resto del reinado de Guillermo, pero no perdió sus tierras. En 1083 surgieron nuevos problemas cuando el hijo del rey, Roberto, se rebeló una vez más con el apoyo del rey de Francia, Felipe I. Otro duro golpe para Guillermo fue la muerte de su esposa Matilde el 2 de noviembre de 1083, a la que siempre estuvo muy unido.
Los problemas en Maine se perpetuaron con la rebelión de Huberto de Beaumont, probablemente en 1084. Huberto fue sitiado en su castillo de Sainte-Suzanne durante al menos dos años, pero finalmente firmó la paz con el rey y volvió a gozar de su favor. No están claros los movimientos del rey en 1084 y 1085. Estaba en Normandía el Domingo de Pascua de 1084, pero probablemente también había estado en Inglaterra antes de esa fecha para recaudar el dinero necesario para pagar un danegeld al rey Canuto IV de Dinamarca y evitar así su invasión. Las fuerzas normandas e inglesas estuvieron en alerta durante 1085 y 1086 ante la amenaza danesa, pero esta desapareció con el asesinato de Canuto en julio de 1086.

## Fallecimiento
Guillermo partió de Inglaterra a finales de 1086. Nada más regresar al continente, casó a su hija Constanza con Alano IV, conde de Bretaña, siguiendo su política de buscar aliados contra la monarquía francesa. Su hijo Roberto, aliado del rey francés, seguía creando problemas hasta el punto de que su padre lideró una expedición contra la región francesa del Vexin en julio de 1087. Mientras asediaba Mantes, Guillermo cayó enfermo o se hirió con su silla de montar, por lo que fue trasladado al priorato de San Gervasio de Ruan, donde falleció el 9 de septiembre de 1087. No se conocen con detalle los eventos que precedieron a su muerte porque hay dos versiones distintas. Orderico Vital dejó un extenso relato salpicado con discursos de muchos de los implicados, pero más bien parece ser la historia de cómo debía morir un rey que una narración fidedigna de lo sucedido. La otra versión es De Obitu Willelmi —Sobre la muerte de Guillermo—, que se ha probado una copia de dos escritos del siglo IX con los nombres cambiados.

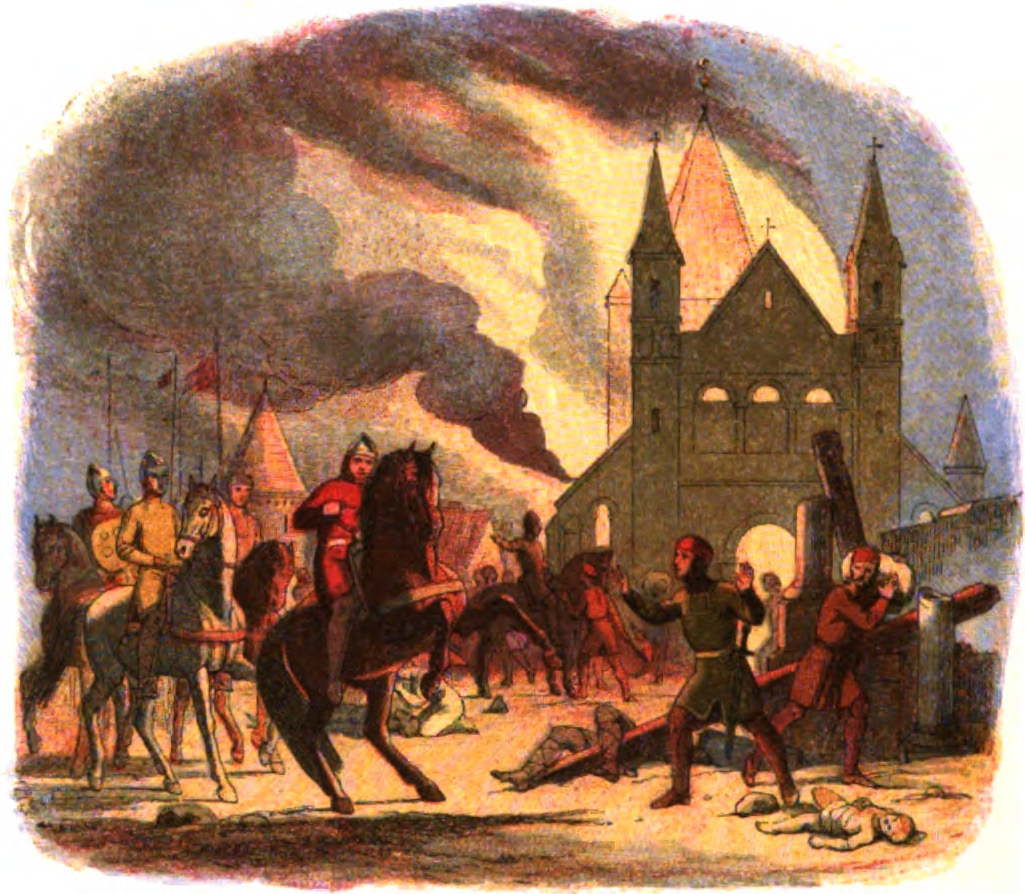
Guillermo recibe una herida fatal en Mantes. James William Edmund Doyle (1864).

Guillermo dejó Normandía a Roberto y la custodia de Inglaterra a su segundo hijo, Guillermo, que de esa manera se convertiría en rey. El hijo menor, Enrique, heredó dinero. Después de encomendarle el gobierno de Inglaterra, Guillermo padre envió a su hijo Guillermo de vuelta a Gran Bretaña el 7 o el 8 de septiembre con una carta en la que pedía a Lanfranco que ayudara al nuevo y joven monarca. El rey Guillermo también dejó donaciones a la Iglesia, dinero que se distribuyó entre los pobres y ordenó la liberación de algunos presos, entre ellos su medio hermano Odón.

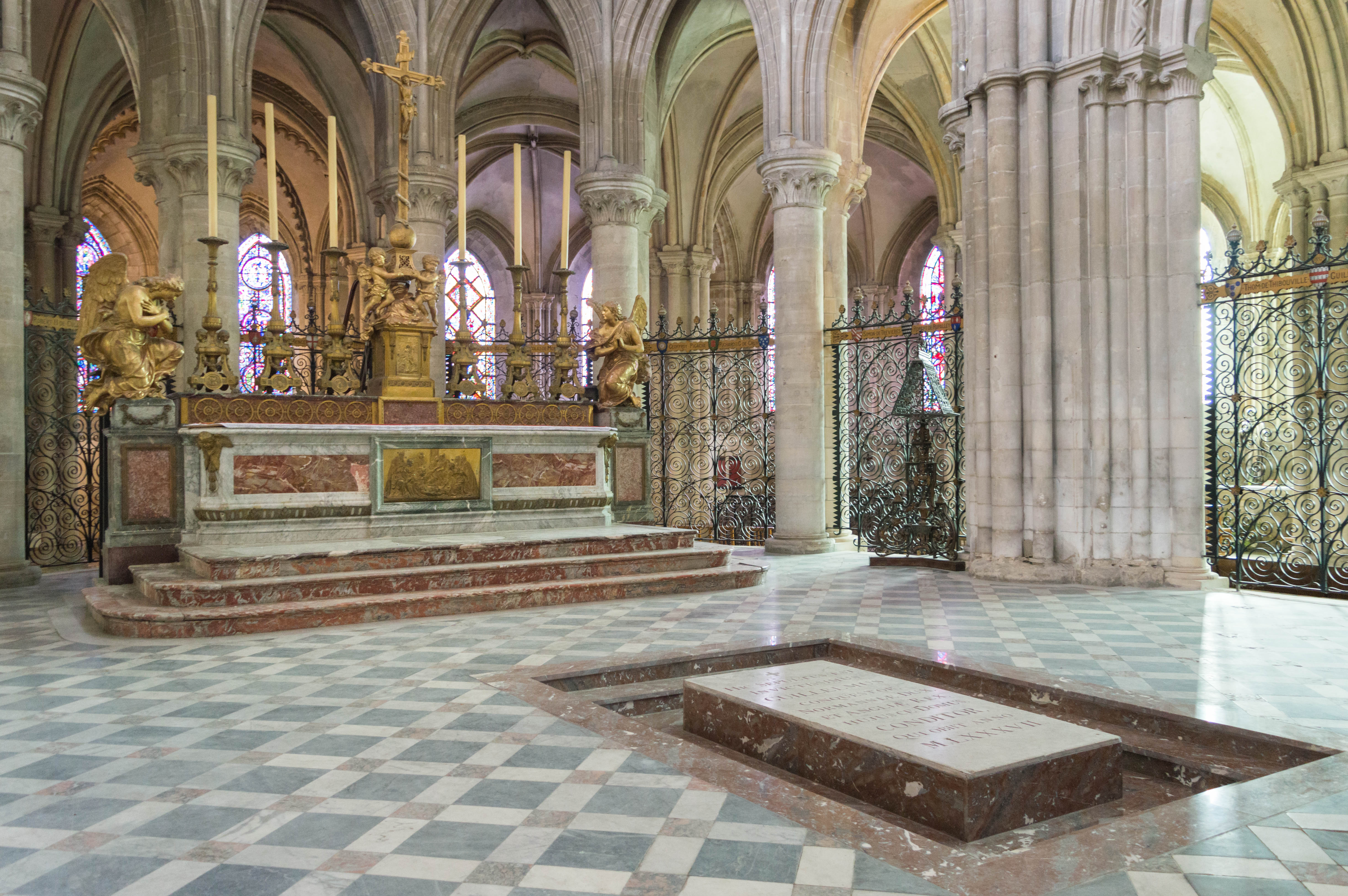
Tumba de Guillermo el Conquistador en la Abadía de los Hombres de Caen. La inscripción en latín dice: «Aquí reposa el invencible Guillermo el Conquistador, duque de Normandía y rey de Inglaterra, fundador de esta casa, que murió en el año 1087».

La muerte de Guillermo el Conquistador provocó algunos disturbios, por lo que todos los que lo acompañaron en su lecho de muerte dejaron su cuerpo en Ruan y corrieron a defender sus intereses. Finalmente, el clero de Ruan se las arregló para trasladar el cuerpo a Caen, pues el monarca dejó dicho que quería ser enterrado en la Abadía de los Hombres que él mismo había fundado. El funeral, al que asistieron los obispos y abades de Normandía y su hijo Enrique, resultó enturbiado por las palabras de un ciudadano de Caen que dijo que su familia había sido despojada ilegalmente de las tierras sobre las que se levantaba la iglesia. Después de unas comprobaciones apresuradas, se demostró que el hombre tenía razón y fue compensado. Sucedió otro incidente cuando el cuerpo era introducido en la tumba, pues el hueco era demasiado pequeño y cuando se forzó el cadáver para que cupiera, este se abrió y esparció un olor desagradable por todo el templo.
En la actualidad una losa de mármol con una inscripción en latín, colocada en el siglo XIX, marca el enterramiento de Guillermo. La tumba ha sido alterada varias veces desde 1087, la primera de ellas en 1522, cuando fue abierta por orden de la Santa Sede. En aquella ocasión el cuerpo se dejó intacto, pero en 1562, durante las Guerras de religión de Francia, la tumba se profanó y los restos del rey fueron esparcidos, con lo que se perdieron todos, salvo un fémur. En 1642 este único resto de Guillermo fue enterrado de nuevo bajo una lápida, la cual fue sustituida un siglo después por un monumento más elaborado. Esta tumba volvió a resultar destruida en la Revolución francesa, y a principios del siglo XIX se colocó la lápida que se puede contemplar hoy.

## Guillermo como rey

### Cambios en Inglaterra

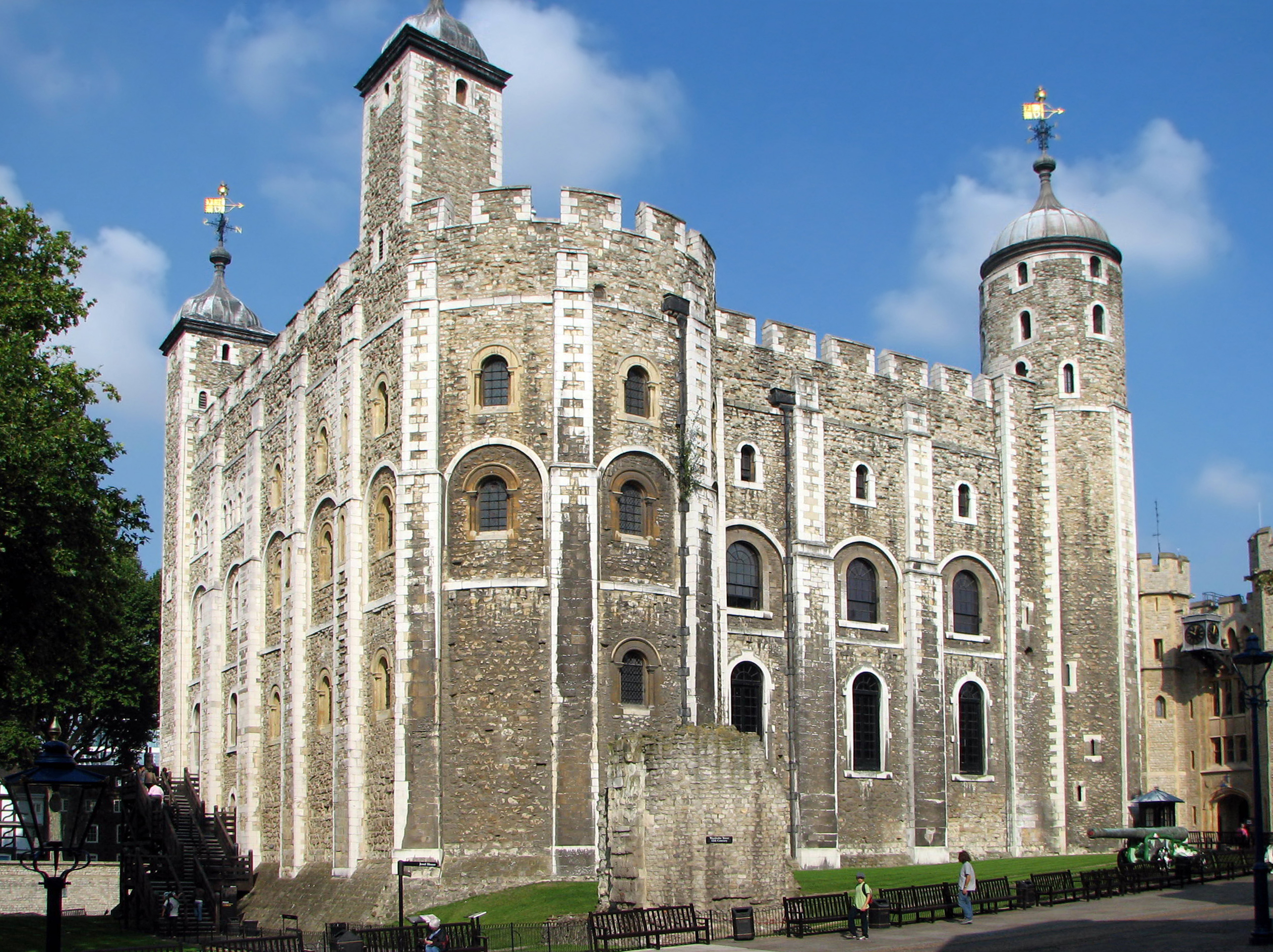
La Torre Blanca de Londres, comenzada por orden de Guillermo I.

Con la finalidad se asegurar el control normando sobre Inglaterra, Guillermo ordenó construir numerosos castillos y fortalezas por todo el reino, entre ellos la Torre Blanca de la Torre de Londres. Estos castillos permitían a los normandos atrincherarse en un lugar seguro cuando se veían amenazados por alguna rebelión y daban cobijo a las guarniciones en los años posteriores a la conquista. Las primeras fortalezas eran simples empalizadas de madera y tierra, pero con el paso del tiempo fueron sustituidas por estructuras de piedra. En un principio los señores normandos mantuvieron a sus caballeros y les pagaron de su bolsillo, pero con el paso del tiempo se les entregaron sus propios feudos con los que ganarse la vida. Guillermo también exigía a sus nobles contribuir con cuotas fijas de caballeros no solo para las campañas militares, sino también para las guarniciones que controlaban Inglaterra.
Cuando murió Guillermo, y tras numerosas rebeliones inglesas contra los invasores, la mayor parte de la aristocracia anglosajona había sido reemplazada por señores de Normandía y de otras partes del continente. No todos los nobles que acompañaron a Guillermo en la conquista adquirieron grandes extensiones de tierra, pues algunos se mostraron reacios a hacerse cargo de ellas en un reino que estaba lejos de ser pacífico. Aunque algunos de los nuevos ricos normandos que se establecieron en Inglaterra procedían de la familia de Guillermo y de la alta nobleza normanda, otros eran de orígenes relativamente humildes. El nuevo rey normando arrebató tierras a terratenientes ingleses y se las dio a muchos de los que lo siguieron desde el continente. En algunas ocasiones los terrenos expropiados y entregados a los normandos eran los que rodeaban un nuevo castillo, una medida que facilitaba el control de toda la zona.
El cronista medieval Guillermo de Malmesbury afirma que el rey Guillermo expropió y despobló una enorme extensión de terreno (36 parroquias) para crear el New Forest, una zona boscosa del sur de Inglaterra donde practicar su gran pasión, la caza. Los historiadores modernos han llegado a la conclusión de que la despoblación de esta región no fue tan exagerada y que en realidad ese bosque era un terreno poco fértil que ya antes de la llegada de los normandos y de convertirse en bosque real apenas contaba con habitantes. Guillermo era un apasionado de la caza y por ello promulgó la ley forestal en varias zonas de Inglaterra, con la que reguló quién podía cazar y qué podía ser cazado.

### Alianza con los judíos
Las primeras comunidades judías de tamaño significativo llegaron a Inglaterra con Guillermo en 1066. Una vez conquistada Inglaterra, Guillermo implantó un sistema feudal en el país, por el cual todas las propiedades formalmente pertenecían a la Corona. Los mercaderes tenían un estatus especial en el sistema, como sucedió con los judíos, que además quedaron bajo la jurisdicción directa del rey, a diferencia del resto de la población. Esto era una posición legal ambivalente, pues no quedaban ligados a ningún señor particular, pero sí estaban sujetos a los caprichos del rey. Esto podría a veces ser ventajoso pero otras no. Cada rey sucesivo formalmente revisó la concesión de la carta real a los judíos que regulaba el derecho de estos a permanecer en Inglaterra.

### Administración

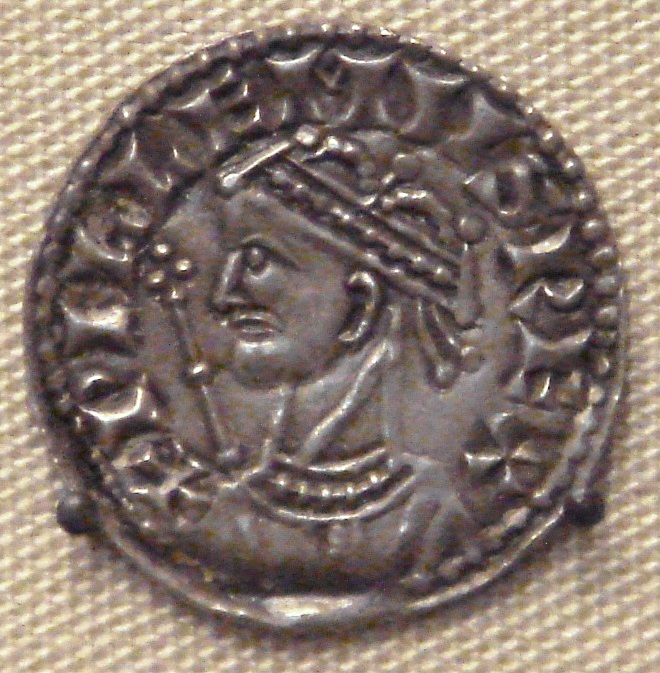
Moneda inglesa de Guillermo el Conquistador.

Después de 1066 Guillermo no intentó integrar sus distintos dominios en un reino unificado con el mismo conjunto de leyes. Su sello posterior a la conquista de Inglaterra, del que se conservan seis ejemplares, destacaba su nuevo estatus como rey y mencionaba por separado su título ducal. Las administraciones de Normandía, Inglaterra y Maine eran sustancialmente distintas y siempre funcionaron por separado.
Guillermo se hizo cargo de un gobierno inglés que era más complejo que el normando. Inglaterra estaba dividida en shires o condados, a su vez subdivididos en centenas. Cada condado era administrado por un oficial real llamado sheriff, que tenía un rango similar al de un vizconde normando y era responsable de administrar la justicia real y recaudar impuestos. Para supervisar sus amplios dominios, Guillermo tuvo que viajar mucho más que cuando solo era duque y se calcula que atravesó el canal de la Mancha en al menos diecinueve ocasiones entre 1067 y la fecha de su muerte. Desde el año de la conquista hasta 1072, el rey estuvo la mayor parte del tiempo en Inglaterra, pero de ahí en adelante permaneció mucho más tiempo en Normandía. El gobierno se desplazaba junto a Guillermo, por lo que frecuentemente se tomaban decisiones sobre cada uno de sus dominios desde lugares muy distantes y estas se trasmitían a través de cartas y otros documentos. Guillermo también delegaba en personas de confianza que podían tomar decisiones en su ausencia, especialmente si esta iba a ser muy larga. Estos delegados solían ser miembros de su familia, en especial su medio hermano Odón y su esposa Matilde, y en otras ocasiones se nombraban personas expertas en algún tema específico.
El nuevo rey siguió recaudando el danegeld, un impuesto a la tierra, la única tasa universal que existía en Europa occidental en la época. Era una contribución anual basada en el valor de las tierras de cada propietario y cuya cantidad también variaba en función de las necesidades económicas del gobierno real. Las monedas inglesas poseían un alto contenido de plata y se reacuñaban de manera obligatoria cada tres años. La moneda normanda tenía menos plata, era de menor calidad artística y raramente se volvía a acuñar. Además, en Inglaterra no era moneda de curso legal la que hubiera sido acuñada fuera de la isla, mientras que en el continente sucedía todo lo contrario. No hay evidencias de que los peniques ingleses circularan por el continente, lo que demuestra que no hubo mucho empeño en integrar los sistemas monetarios de Normandía e Inglaterra.
Además de los impuestos, el gobierno de Guillermo se enriqueció por los grandes latifundios de Inglaterra. Como heredero del rey Eduardo el Confesor, todas las tierras reales acabaron en manos de Guillermo, a las que se sumaron las grandes posesiones de la familia del derrotado Haroldo, lo que convirtió al rey de origen normando en el mayor terrateniente de toda la historia de Inglaterra con mucha diferencia.

### Libro Domesday

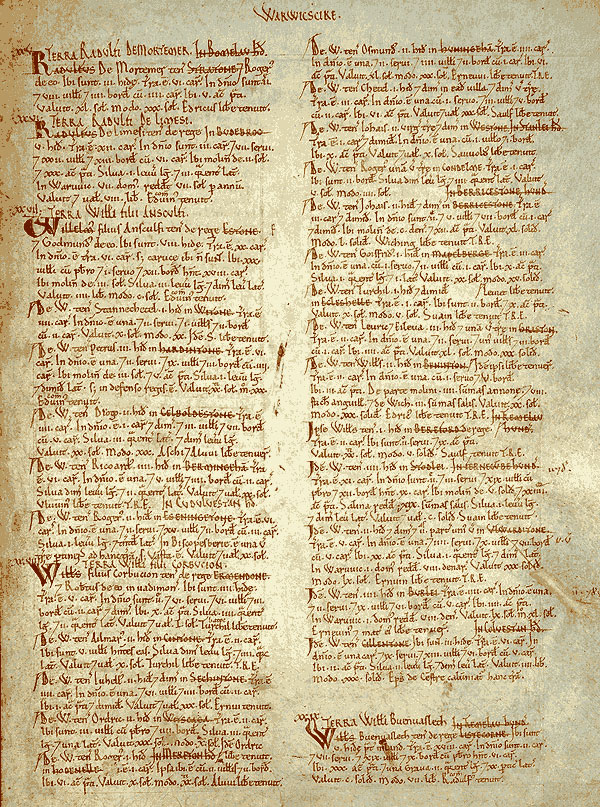
Página de Warwickshire en el Libro Domesday.

En la Navidad de 1085 Guillermo ordenó la creación de un exhaustivo censo de sus tierras y las de sus vasallos por toda Inglaterra, un trabajo que hoy se conoce como Libro Domesday. El censo está dividido en condados y especifica las propiedades de cada terrateniente. Asimismo, describe el tipo de explotación, quién era el propietario del terreno antes de la conquista normanda, su valor, los impuestos que debía pagar y también el número de campesinos, arados y otros recursos del terreno. Los municipios están en un listado separado. En este minucioso libro están todos los condados ingleses al sur de los ríos Tees y Ribble. El censo parece que se finalizó el 1 de agosto de 1086, cuando se afirma en la Crónica anglosajona que Guillermo recibió los resultados y todos sus vasallos realizaron el Juramento de Salisbury, una renovación de sus juramentos de lealtad. No sabemos la finalidad exacta que perseguía el rey con el Libro Domesday, pero sin duda tenía varios propósitos, como servir de registro de las obligaciones feudales y como justificación para un aumento de impuestos.

## Legado

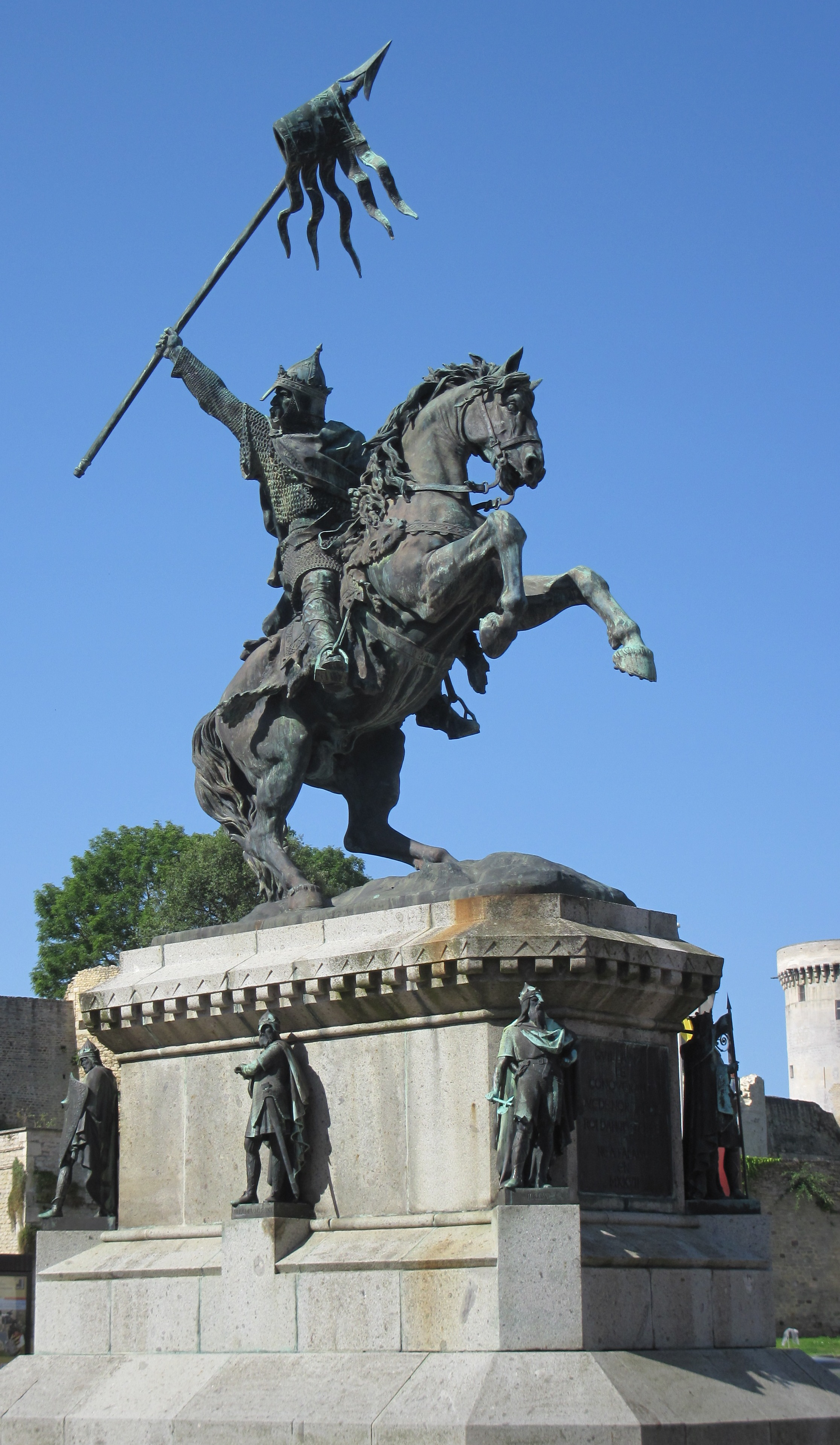
Monumento a Guillermo el Conquistador en Falaise, su lugar de nacimiento.

La consecuencia inmediata de la muerte de Guillermo fue una guerra entre sus hijos Roberto y Guillermo por el control de Inglaterra y Normandía. Incluso después de la muerte de Guillermo II en 1100 y la sucesión de su hermano Enrique como rey de Inglaterra, el control de ambos territorios fue motivo de disputa entre los hijos de Guillermo hasta la captura de Roberto por parte de Enrique en la batalla de Tinchebray en 1106. Estas dificultades en la sucesión llevaron a una pérdida de autoridad en Normandía que permitió que la aristocracia recuperara mucho del poder que le había arrebatado Guillermo el Conquistador. Además, sus hijos perdieron gran parte del control sobre Maine, una región que se rebeló en 1089 y logró liberarse de mucha de la influencia normanda.
El impacto de la conquista de Guillermo en Inglaterra fue grande, pues acarreó profundas alteraciones en la Iglesia, la aristocracia y el idioma del reino que persisten de alguna manera hasta la actualidad. La invasión forjó lazos entre Inglaterra y Francia que duraron toda la Edad Media. Otra consecuencia de la invasión fue la ruptura de la fuerte relación anterior entre Inglaterra y los reinos escandinavos. El gobierno de Guillermo aglutinó elementos de los sistemas inglés y normando y sentó las bases del posterior reino medieval inglés. Como de abruptos y duraderos fueron los cambios es tema que todavía debaten los historiadores, aunque algunos como Richard Southern están convencidos de que esta conquista fue el cambio más radical sufrido por un territorio europeo entre la caída del Imperio romano y el siglo XX. Otros estudiosos, como H. G. Richardson y G. O. Sayles, opinan que los cambios en Inglaterra no fueron tan profundos. La historiadora Eleanor Searle describe la invasión de Inglaterra por parte de Guillermo como «un plan que nadie, salvo un gobernante escandinavo, hubiera considerado».
El reinado de Guillermo ha sido motivo de controversia historiográfica desde el mismo momento de su muerte. El cronista Guillermo de Poitiers escribió elogiosamente sobre los beneficios del gobierno del normando, pero el obituario de Guillermo en la Crónica anglosajona condena sus acciones en términos muy duros. A lo largo de la historia varios políticos y líderes británicos han recurrido a Guillermo y los eventos de su reinado para ilustrar sucesos de la historia inglesa. En época de la reina Isabel I —siglo XVI—, el arzobispo Matthew Parker veía que la conquista había corrompido a una Iglesia inglesa muy pura que él mismo se empeñó en restaurar. En los siglos XVII y XVIII algunos historiadores y legisladores opinaban que Guillermo había impuesto un «yugo normando» a los anglosajones nativos de la isla, un argumento que perduró hasta el siglo XIX dentro del discurso del nacionalismo inglés. Estas controversias sobre su persona y acciones han llevado a que Guillermo I sea visto por unos como el creador de la grandeza de Inglaterra y por otros como el artífice de una de las mayores derrotas del pueblo inglés en toda su historia.

## Matrimonio y descendencia
Guillermo y su esposa Matilde de Flandes tuvieron al menos nueve hijos. El orden de nacimiento de los varones está claro, pero ninguna fuente aclara el de las hijas:
- Roberto nació entre 1051 y 1054 y murió el 10 de febrero de 1134.[44] Fue duque de Normandía y se casó con Sibila de Conversano, hija de Godofredo de Conversano.[135]
- Ricardo nació antes de 1056 y murió hacia 1075.[44]
- Guillermo nació entre 1056 y 1060 y murió asesinado el 2 de agosto de 1100 en el New Forest.[44][136]
- Enrique nació a finales de 1068 y falleció el 1 de diciembre de 1135.[44] Fue rey de Inglaterra y se casó primero con Edith de Escocia, hija de Malcolm III de Escocia, y después con Adela de Lovaina.[137]
- Adelaida murió antes de 1113. Al parecer fue prometida de Haroldo II de Inglaterra y probablemente monja en Saint Léger de Préaux.[138]
- Cecilia nació antes de 1066 y murió en 1127. Fue abadesa de la Abadía de las Damas de Caen.[44]
- Matilde[3] nació hacia 1061 y pudo morir en torno a 1086.[137] Es mencionada en el Libro Domesday como hija de Guillermo.[44]
- Constanza murió en 1090. Se casó con Alano IV, duque de Bretaña.[44]
- Adela murió en 1137. Contrajo matrimonio con Esteban II, conde de Blois, y fue la madre del rey Esteban I de Inglaterra.[44]
- Águeda (posible) prometida de Alfonso VI de León, rey de León, de Galicia y de Castilla.

No hay evidencias de que Guillermo tuviera hijos ilegítimos.

### Ancestros
| \| \| \| \| \| \| \| \| \| \| \| \| \| \| \| \| \| \| \| \| 16. Guillermo I de Normandía \| \| \| \| \| \| \| \| \| \| \| \| \| \| \| \| \| \| \| \| \| \| \| \| \| \| \| \| \| \| \| \| \| \| \| \| \| \| \| \| \| \| \| \| \| \| \| \| \| \| \| \| \| \| 8. Ricardo I de Normandía \| \| \| \| \| \| \| \| \| \| \| \| \| \| \| \| \| \| \| \| \| \| \| \| \| \| \| \| \| \| \| \| \| \| \| \| \| \| \| \| \| \| \| \| \| \| \| \| \| \| \| \| \| \| 17. Sprota \| \| \| \| \| \| \| \| \| \| \| \| \| \| \| \| \| \| \| \| \| \| \| \| \| \| \| \| \| \| \| \| \| \| \| \| \| \| \| \| \| \| \| \| \| \| \| \| \| \| \| \| \| \| 4. Ricardo II de Normandía \| \| \| \| \| \| \| \| \| \| \| \| \| \| \| \| \| \| \| \| \| \| \| \| \| \| \| \| \| \| \| \| \| \| \| \| \| \| \| \| \| \| \| \| \| \| \| \| \| \| \| \| \| \| 18. Herfast de Crépon \| \| \| \| \| \| \| \| \| \| \| \| \| \| \| \| \| \| \| \| \| \| \| \| \| \| \| \| \| \| \| \| \| \| \| \| \| \| \| \| \| \| \| \| \| \| \| \| \| \| \| \| \| \| 9. Gunnora de Crepon \| \| \| \| \| \| \| \| \| \| \| \| \| \| \| \| \| \| \| \| \| \| \| \| \| \| \| \| \| \| \| \| \| \| \| \| \| \| \| \| \| \| \| \| \| \| \| \| \| \| \| \| \| \| 2. Roberto I de Normandía \| \| \| \| \| \| \| \| \| \| \| \| \| \| \| \| \| \| \| \| \| \| \| \| \| \| \| \| \| \| \| \| \| \| \| \| \| \| \| \| \| \| \| \| \| \| \| \| \| \| \| \| \| \| 20. Judicael Berengario de Rennes \| \| \| \| \| \| \| \| \| \| \| \| \| \| \| \| \| \| \| \| \| \| \| \| \| \| \| \| \| \| \| \| \| \| \| \| \| \| \| \| \| \| \| \| \| \| \| \| \| \| \| \| \| \| 10. Conan I de Bretaña \| \| \| \| \| \| \| \| \| \| \| \| \| \| \| \| \| \| \| \| \| \| \| \| \| \| \| \| \| \| \| \| \| \| \| \| \| \| \| \| \| \| \| \| \| \| \| \| \| \| \| \| \| \| 21. Gerberga \| \| \| \| \| \| \| \| \| \| \| \| \| \| \| \| \| \| \| \| \| \| \| \| \| \| \| \| \| \| \| \| \| \| \| \| \| \| \| \| \| \| \| \| \| \| \| \| \| \| \| \| \| \| 5. Judith de Bretaña \| \| \| \| \| \| \| \| \| \| \| \| \| \| \| \| \| \| \| \| \| \| \| \| \| \| \| \| \| \| \| \| \| \| \| \| \| \| \| \| \| \| \| \| \| \| \| \| \| \| \| \| \| \| 22. Godofredo I de Anjou \| \| \| \| \| \| \| \| \| \| \| \| \| \| \| \| \| \| \| \| \| \| \| \| \| \| \| \| \| \| \| \| \| \| \| \| \| \| \| \| \| \| \| \| \| \| \| \| \| \| \| \| \| \| 11. Ermengarda Gerberga de Anjou \| \| \| \| \| \| \| \| \| \| \| \| \| \| \| \| \| \| \| \| \| \| \| \| \| \| \| \| \| \| \| \| \| \| \| \| \| \| \| \| \| \| \| \| \| \| \| \| \| \| \| \| \| \| 23. Adela de Meaux \| \| \| \| \| \| \| \| \| \| \| \| \| \| \| \| \| \| \| \| \| \| \| \| \| \| \| \| \| \| \| \| \| \| \| \| \| \| \| \| \| \| \| \| \| \| \| \| \| \| \| \| \| \| 1. Guillermo I de Inglaterra y II de Normandía \| \| \| \| \| \| \| \| \| \| \| \| \| \| \| \| \| \| \| \| \| \| \| \| \| \| \| \| \| \| \| \| \| \| \| \| \| \| \| \| \| \| \| \| \| \| \| \| \| \| \| \| \| \| 6. Fulberto de Falaise \| \| \| \| \| \| \| \| \| \| \| \| \| \| \| \| \| \| \| \| \| \| \| \| \| \| \| \| \| \| \| \| \| \| \| \| \| \| \| \| \| \| \| \| \| \| \| \| \| \| \| \| \| \| 3. Arlette de Falaise \| \| \| \| \| \| \| \| \| \| \| \| \| \| \| \| \| \| \| \| \| \| \| \| \| \| \| \| \| \| \| \| \| \| \| \| \| \| \| \| \| \| \| \| \| \| \| \| \| \| \| \| \| \| 7. Duxia \| \| \| \| \| \| \| \| \| \| \| \| \| \| \| \| \| \| \| \| \| \| \| \| \| \| \| \| \| \| \| \| \| \| \| \| \| \| \| \| \| \| \| \| \| \| \| \| \| \| \| \| |                                                |  |  |  |  |  |  |  |  |  |  |  |  |  |  |  |
| |                                                |  |  |  |  |  |  |  |  |  |  |  |  |  |  |  |
| | 16. Guillermo I de Normandía                   |  |  |  |  |  |  |  |  |  |  |  |  |  |  |  |
| |                                                |  |  |  |  |  |  |  |  |  |  |  |  |  |  |  |
| |                                                |  |  |  |  |  |  |  |  |  |  |  |  |  |  |  |
| | 8. Ricardo I de Normandía                      |  |  |  |  |  |  |  |  |  |  |  |  |  |  |  |
| |                                                |  |  |  |  |  |  |  |  |  |  |  |  |  |  |  |
| |                                                |  |  |  |  |  |  |  |  |  |  |  |  |  |  |  |
| | 17. Sprota                                     |  |  |  |  |  |  |  |  |  |  |  |  |  |  |  |
| |                                                |  |  |  |  |  |  |  |  |  |  |  |  |  |  |  |
| |                                                |  |  |  |  |  |  |  |  |  |  |  |  |  |  |  |
| | 4. Ricardo II de Normandía                     |  |  |  |  |  |  |  |  |  |  |  |  |  |  |  |
| |                                                |  |  |  |  |  |  |  |  |  |  |  |  |  |  |  |
| |                                                |  |  |  |  |  |  |  |  |  |  |  |  |  |  |  |
| | 18. Herfast de Crépon                          |  |  |  |  |  |  |  |  |  |  |  |  |  |  |  |
| |                                                |  |  |  |  |  |  |  |  |  |  |  |  |  |  |  |
| |                                                |  |  |  |  |  |  |  |  |  |  |  |  |  |  |  |
| | 9. Gunnora de Crepon                           |  |  |  |  |  |  |  |  |  |  |  |  |  |  |  |
| |                                                |  |  |  |  |  |  |  |  |  |  |  |  |  |  |  |
| |                                                |  |  |  |  |  |  |  |  |  |  |  |  |  |  |  |
| | 2. Roberto I de Normandía                      |  |  |  |  |  |  |  |  |  |  |  |  |  |  |  |
| |                                                |  |  |  |  |  |  |  |  |  |  |  |  |  |  |  |
| |                                                |  |  |  |  |  |  |  |  |  |  |  |  |  |  |  |
| | 20. Judicael Berengario de Rennes              |  |  |  |  |  |  |  |  |  |  |  |  |  |  |  |
| |                                                |  |  |  |  |  |  |  |  |  |  |  |  |  |  |  |
| |                                                |  |  |  |  |  |  |  |  |  |  |  |  |  |  |  |
| | 10. Conan I de Bretaña                         |  |  |  |  |  |  |  |  |  |  |  |  |  |  |  |
| |                                                |  |  |  |  |  |  |  |  |  |  |  |  |  |  |  |
| |                                                |  |  |  |  |  |  |  |  |  |  |  |  |  |  |  |
| | 21. Gerberga                                   |  |  |  |  |  |  |  |  |  |  |  |  |  |  |  |
| |                                                |  |  |  |  |  |  |  |  |  |  |  |  |  |  |  |
| |                                                |  |  |  |  |  |  |  |  |  |  |  |  |  |  |  |
| | 5. Judith de Bretaña                           |  |  |  |  |  |  |  |  |  |  |  |  |  |  |  |
| |                                                |  |  |  |  |  |  |  |  |  |  |  |  |  |  |  |
| |                                                |  |  |  |  |  |  |  |  |  |  |  |  |  |  |  |
| | 22. Godofredo I de Anjou                       |  |  |  |  |  |  |  |  |  |  |  |  |  |  |  |
| |                                                |  |  |  |  |  |  |  |  |  |  |  |  |  |  |  |
| |                                                |  |  |  |  |  |  |  |  |  |  |  |  |  |  |  |
| | 11. Ermengarda Gerberga de Anjou               |  |  |  |  |  |  |  |  |  |  |  |  |  |  |  |
| |                                                |  |  |  |  |  |  |  |  |  |  |  |  |  |  |  |
| |                                                |  |  |  |  |  |  |  |  |  |  |  |  |  |  |  |
| | 23. Adela de Meaux                             |  |  |  |  |  |  |  |  |  |  |  |  |  |  |  |
| |                                                |  |  |  |  |  |  |  |  |  |  |  |  |  |  |  |
| |                                                |  |  |  |  |  |  |  |  |  |  |  |  |  |  |  |
| | 1. Guillermo I de Inglaterra y II de Normandía |  |  |  |  |  |  |  |  |  |  |  |  |  |  |  |
| |                                                |  |  |  |  |  |  |  |  |  |  |  |  |  |  |  |
| |                                                |  |  |  |  |  |  |  |  |  |  |  |  |  |  |  |
| | 6. Fulberto de Falaise                         |  |  |  |  |  |  |  |  |  |  |  |  |  |  |  |
| |                                                |  |  |  |  |  |  |  |  |  |  |  |  |  |  |  |
| |                                                |  |  |  |  |  |  |  |  |  |  |  |  |  |  |  |
| | 3. Arlette de Falaise                          |  |  |  |  |  |  |  |  |  |  |  |  |  |  |  |
| |                                                |  |  |  |  |  |  |  |  |  |  |  |  |  |  |  |
| |                                                |  |  |  |  |  |  |  |  |  |  |  |  |  |  |  |
| | 7. Duxia                                       |  |  |  |  |  |  |  |  |  |  |  |  |  |  |  |
| |                                                |  |  |  |  |  |  |  |  |  |  |  |  |  |  |  |
| |                                                |  |  |  |  |  |  |  |  |  |  |  |  |  |  |  |

## Sucesión
| Predecesor: Roberto I de Normandía | Duque de Normandía 1035-1087 | Sucesor: Roberto II de Normandía |
| Predecesor: Harold de Wessex       | Rey de Inglaterra 1066-1087  | Sucesor: Guillermo II el Rojo    |